# Bécs
Bécs (németül: Wien, bajor nyelvjárás szerint: Wean) Ausztria fővárosa és egyben legnagyobb városa, valamint az ország kilenc szövetségi tartománya közül az egyik. Bécs az ország politikai, kulturális, kereskedelmi, ipari és közlekedési központja. 2024-ben a népessége meghaladta a 2 millió főt, és ezzel Ausztria legnépesebb, valamint az Európai Unió 5. legnépesebb városa. A 20. század elejéig Bécs volt a világ legnagyobb német ajkú települése, mára a második a német főváros, Berlin után. A város közel fekszik a cseh, a szlovák és a magyar határokhoz, és egy másik fővároshoz, Pozsonyhoz.
Bécset már a kelták is lakták, majd a rómaiak alapítottak itt egy jelentős várost, Vindobona néven. A város a középkorban sem vesztett jelentőségéből, majd később az Osztrák–Magyar Monarchia fővárosa lett Budapest mellett, egészen a Monarchia első világháborút követő felbomlásáig. Központi szerepe napjainkban is meghatározó, ez az ENSZ harmadik székhelye New York és Genf mellett, továbbá itt székel még az EBESZ, az OPEC és számos egyéb nemzetközi és társadalmi szervezet, továbbá több nemzetközi rangú kongresszusi helyszínként is szolgál, valamint elismert vásárváros is. Itt székel az Osztrák Köztársaság szövetségi kormánya, az államfő, a Legfelső Bíróság és az Alkotmánybíróság is.
Történelmének, számos kulturális és művészeti értékeinek köszönhetően egyike Európa legkedveltebb idegenforgalmi célpontjainak, a 2011-es adatok alapján Bécs a világ 31. és a kontinens 11. leglátogatottabb városa. 2021 óta A Római Birodalom dunai limese világörökségi helyszín része. A Mercer ranglistája szerint évek óta a világ legélhetőbb városa.

## Nevének eredete
Bécs, eredeti német nyelven: „Wien”, több ezer éves folyamat során alakult ki, egy kelta település nevéből. Egyes kutatók szerint a város neve az i. sz. 4. század kelta La Tène-korszakának Vedunia, azaz „erdei patak” elnevezésből vezethető le. Ennek bizonyítékaként a Wien folyó jobb partján, a 3. kerületben elhelyezkedő településre hivatkoznak. A gondolatmenetet folytatva a Vedunia elnevezésből alakult ki a Veidina név, majd ebből a későbbi Venia, Wenia vagy Wennia, és végül Wienne. Ha ezt a nézetet fogadjuk el, akkor a Vindobona, azaz a rómaiak által itt létrehozott város névnek semmi köze sincs Bécs ma használatos elnevezéséhez. 
A másik magyarázat ennek némiképp ellentmond, hiszen azt állítja, hogy a Leopold-hegyen lévő kelta kisváros viselte a Vindobona nevet, melynek jelentése „fehér föld” vagy „fehér birtok”, és amely több névváltozáson ment keresztül (Vindovona, Vindovina, Vindomina, Videnica, Vidunji, Viden, Weinne és végül a ma használatos Wien).
Körmendi Ferenc szerint a város magyar neve avar eredetű: becs jelentése őrzőhely. Kiss Lajos szerint az ómagyar „bécs” (szénégető kemence) szóból származik, ami a maga részéről egy régi török nyelvű, azonos jelentésű szó átvétele volt.

## Földrajz

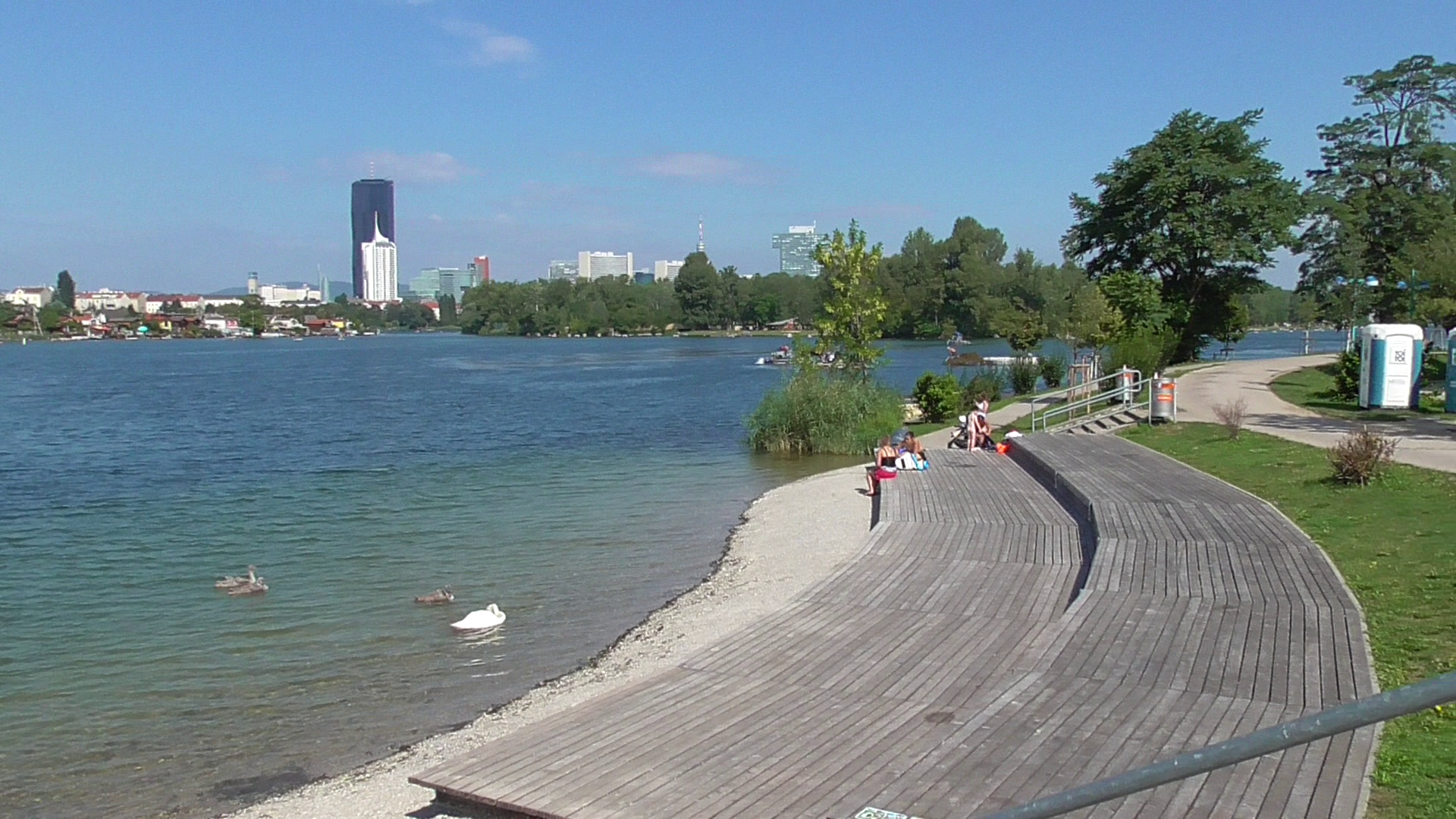
A Régi Duna – Alte Donau – délkeleti partja

Bécs a Duna két partján, a Bécsi-medence (Wiener Becken) északnyugati végében fekszik.
Nyugati peremén kezdődik az Alpok vonulatához tartozó Bécsi-erdő (Wienerwald). A város ősi kereskedelmi utak találkozásánál épült: itt keresztezte egymást a Duna mentén futó kelet–nyugati út, mely a Kárpát-medencét kötötte össze Bajorországgal és az észak–déli borostyánút, amely kapocs volt a Baltikum és az Adria közt. Bécs mindössze 40 km-re fekszik a szlovák, 60 km-re a magyar és 90 km-re a cseh határtól, ennek jelentősége különösen az 1989-es változások után növekedett meg.
A város legmagasabb pontja a Hermannskogel (543 m), a legalacsonyabb pedig Lobau (151 m).
A 414,9 km²-en elterülő városnak 98,6%-a szárazföld, 1,4%-a pedig vízfelület.

### Éghajlat
| Hónap                         | Jan. | Feb. | Már. | Ápr. | Máj. | Jún. | Júl. | Aug. | Szep. | Okt. | Nov. | Dec. | Év   |
| ----------------------------- | ---- | ---- | ---- | ---- | ---- | ---- | ---- | ---- | ----- | ---- | ---- | ---- | ---- |
| Átlagos max. hőmérséklet (°C) | 2,9  | 5,1  | 10,3 | 15,2 | 20,5 | 23,4 | 25,6 | 25,4 | 20,3  | 14,2 | 7,5  | 4,0  | 14,6 |
| Átlagos min. hőmérséklet (°C) | −2,0 | −0,9 | 2,4  | 5,8  | 10,5 | 13,5 | 15,4 | 15,3 | 11,7  | 7,0  | 2,4  | −0,5 | 6,8  |
| Átl. csapadékmennyiség (mm)   | 37   | 39   | 46   | 52   | 62   | 70   | 68   | 58   | 54    | 40   | 50   | 44   | 620  |
| Havi napsütéses órák száma    | 56   | 79   | 127  | 171  | 220  | 220  | 245  | 229  | 171   | 136  | 63   | 53   | 1771 |
| Forrás: worldweather.org      |      |      |      |      |      |      |      |      |       |      |      |      |      |

### Kerületei
Bécs 23 kerületre oszlik, amelyekről bővebben az alábbi linkeken lehet olvasni:

## Története
Bécs természetes utak csomópontjában alakult ki. A rómaiak előtti időben Vianomina néven volt ismert, a római korban Vindobona néven légiós tábort alapították itt. A Duna menti Pannonia-limes, valamint a Borostyánút csatlakozási pontjaként hadászati jelentősége mellett politikai, közlekedési, kereskedelmi jelentősége révén folyamatosan lakott polgári településsé fejlődött.
Szent István kiüríttette a Bécsi-medencét és hátrább vonta a nyugati gyepűt. Wien nevén csak 1030-ban említik először. A 12. században a Babenberg hercegek székhelyükké tették. II. Jasomirgott Henrik 1114-ben tette le a Szent István-székesegyház (Stephansdom) alapkövét, 1160-ban pedig megépíttette az első hercegi palotát. Városi kiváltságokat 1221-ben nyert, 1237-ben szabad német birodalmi várossá emelték. IV. Rudolf herceg 1365-ben alapította meg a bécsi egyetemet. 1480-ban Bécs püspöki székhely lett. 1485-ben Mátyás király foglalta el, az ő haláláig a magyar király székhelye volt, I. Ferdinánd pedig a német császárok székhelyévé tette.
Bécs 1529. évi ostroma szeptember 27-től október 16-ig tartott. A főváros ekkor szenvedte el az első török ostromot, amely császári győzelemmel végződött. A védőket Wilhelm von Roggendorf és Niklas Salm irányította. Salm a harc közben megsebesült, és az ostromot követően meghalt.
A város csak a 16. századtól kezdett rohamos fejlődésbe, amikortól a Habsburgok lakhelyükké választották.
1683-ban Kara Musztafa vezérlete alatt a törökök másodszor is ostrom alá fogták; Ernst Rüdiger von Starhemberg 13 000 katonával és 7000 polgárral addig tartotta magát a városban, amíg Lotaringiai Károly herceg és Sobieski János lengyel király meg nem érkeztek seregeikkel Bécs segítségére. A kahlenbergi csatában elszenvedett súlyos vereség után a török elvonult város alól. A bécsi Udvari Haditanács a következő másfél évtizedben Magyarország visszahódítását irányította. 1704-ben épültek a még a 19. század végén is fennállt külvárosi sáncok, melyeket a kurucok támadásai miatt emeltek. A török fenyegetések elmúltával ragyogó barokk korszakát élte a város egészen az 1770-es évekig. Legendás kulturális központtá vált.
Bécs a történelemben sokszor játszott fontos szerepet azzal, hogy békekötéseknek, szerződéseknek, kongresszusoknak adott helyet. 
1809-ben Napóleon győztes francia csapatai vették be Bécset, itt írták alá a schönbrunni békeszerződést is. A legjelentősebb nemzetközi konferencia minden bizonnyal az 1814–15-ös bécsi kongresszus volt, ahol Európa újrafelosztására került sor. 1848. október 6-án Bécsben forradalom tört ki, és Windisch-Grätz tábornok ostrommal vette be a várost.
A „manufaktúrák időszaka” után, az 1840-es évektől Bécs újabb, addigi legnagyobb fejlődése indult meg. 1858-ban kezdték a glacis lerombolását és a Ringstrasse kiépítését. 1866-ban a poroszok fenyegették Bécset. Ugyanebben az évben Bécs megszűnt a Német Szövetség fővárosa lenni. 1873-ban tartották a bécsi világkiállítást; végül 1890-ben olvasztottak be Bécsbe 51 közeli falut és helységet. A 20. század elejére a lakossága már meghaladta a kétmillió főt.
Az 1920-as évektől erősödő ausztrofasizmust támogató és azt ellenző csoportok között 1934 februárjában Bécsben (és több iparvárosban) súlyos harcok törtek ki, melyeket az állami hadsereg vert le. 1934 júliusában osztrák nemzetiszocialisták, a Német Birodalom támogatásával puccsot kíséreltek meg, melynek során hivatalában meggyilkolták Dollfuß kancellárt. 1938. március 13-án bekövetkezett az Anschluss, Ausztriát német csapatok szállták meg, a Bécsbe bevonuló Hitlert ünneplő tömegek fogadták. Az országot Ostmark néven besorolták a Német Birodalom tartományai közé.
A második világháborúban a Vörös Hadsereg (Magyarország területének elfoglalása után) 1945. április 12–13-án rövid ostrommal elfoglalta Bécset. A győztes hatalmak a fővárost négy megszállási zónára osztották, a belvárost közös katonai járőrök ellenőrizték. Bécsben összpárti ideiglenes kormány alakult, amely kimondta Ausztria függetlenségét és kikiáltotta a Második Köztársaságot. Még abban az évben a Schwarzenberg téren felépült a ma is látható szovjet hősi emlékmű. A rossz gazdasági helyzet miatt az Osztrák Kommunista Párt támogatásával 1950 őszén általános sztrájk tört ki Bécsben és Linzben, ezt a szocialista pártot támogató szakszervezetek erőszakkal leverték. 1955. május 15-én a Belvedere kastélyban írták alá és hirdették ki az osztrák államszerződést, amelyben Ausztria örökös semlegességre kötelezte magát, a szovjet csapatok pedig elhagyták Ausztriát.
2013-ban népszavazáson a lakosság 72%-a utasította el a 2028. évi nyári olimpiai játékok megrendezésére vonatkozó pályázat elkészítését. A fejlesztésre fordítandó költségeket inkább az élhetőbb város kialakítására kívánják fordítani.

## Népesség
Az osztrák tartományok közül a legnépesebbnek számító Bécs lakossága 1 973 403 fő (2022. okt. 1.), elővárosokkal együtt 2 600 000 fő (2017).
Az első világháború elején Bécsnek mintegy 2,1 millió lakosa volt. 1910 és 1918 között, Bécs volt az ötödik legnagyobb város a világon, mielőtt Berlin megelőzte. Az első világháború után a lakosság mintegy 300 ezer emberrel csökkent, sok köztisztviselő és más nemzetiségűek visszatértek a származási országukba. Az évek során, mint a többnemzetiségű állam fővárosa, tartós nyomot hagyott Bécsen. Abban az időben a város különböző eredetű, kultúrájú és vallású emberek "olvasztótégelye" volt. A következő évtizedekben a lakosság tovább csökkent, majd a 90-es évektől újra emelkedésnek indult és bevándorló várossá vált. Az előrejelzések szerint 2020-ig a lakosság száma elérheti a 2 millió főt.
2006-ban a legtöbb külföldi Fünfhaus kerületben élt (31,8%), majd Leopoldstadt (27,5%), Margareten (26,4%), Brigittenau (26,2%) és Ottakring (25,8%) következett.
2007-ben a város lakosaiból 538 246 fő volt külföldi származású, közülük 293 448 külföldön született külföldi állampolgár, 38 752 Ausztriában született külföldi állampolgár, valamint 206 056 külföldön született osztrák állampolgár. Az összes külföldi származású közül 434 787 európai, 61 512 ázsiai, 22 137 afrikai, 12 322 amerikai, valamint 941 fő óceániai származású.
2012-ben a bécsi lakosság 22,3%-a nem volt osztrák állampolgár. Osztrák állampolgárság nélküli 386 ezer lakosnak a 9%-a Németországból, 27,2%-a az EU többi tagországából, 31%-a a volt Jugoszlávia utódállamaiból és 11,5% Törökországból származott. Különösen az EU országaiból származó bevándorlók száma növekedett, míg a volt Jugoszlávia lakosságának száma 2002 óta csaknem állandó.
2016-ban 1 840 226 ember élt Bécsben, közülük 504 197 fő (27,4%) külföldi (azaz nem osztrák) állampolgár. A legnagyobb bevándorló csoportok a szerb 99 082 fő (5,4%), a török 76 363 fő (4,1%), a német 55 361 fő (3%), a lengyel 51 639 fő (2,8%) és a bosnyák 40 387 fő (2,2%). A nem európai származású emberek közül a legnagyobb bevándorló csoportok az ázsiaiak 101 512 fő (5,5%), afrikaiak 27 657 fő (1,5%), amerikaiak 14 666 fő (0,8%) és 1 008 fő (0,05%) eredetileg Ausztráliából vagy Óceániából származik.
ENSZ Habitat tanulmányának alapján Bécs 2010 és 2025 között 4,65%-os népességnövekedéssel Európa leggyorsabban növekvő városi területe lehet.

### Nemzetiségek
| Származási ország   | Állampolgárság (számban) | Eredet (számban) | Eredet (százalékban) |
| ------------------- | ------------------------ | ---------------- | -------------------- |
| Ausztria            | 1,303,231                | 1,102,571        | 55.6                 |
| Szerbia             | 76,652                   | 100 199          | 5.06                 |
| Törökország         | 45,895                   | 75 907           | 3.83                 |
| Németország         | 57,257                   | 69,265           | 3.49                 |
| Lengyelország       | 44 469                   | 55,151           | 2.78                 |
| Románia             | 41,671                   | 47,743           | 2.41                 |
| Szíria              | 40 920                   | 42 450           | 2.14                 |
| Bosznia-Hercegovina | 21 760                   | 40 256           | 2.03                 |
| Ukrajna             | 33,861                   | 35 780           | 1.81                 |
| Magyarország        | 27,524                   | 32 425           | 1.64                 |
| Horvátország        | 26 869                   | 31,489           | 1.59                 |
| Egyéb               | 261 988                  | 348 861          | 17.62                |
| Összesen            | 1,982,097                | 1,982,097        | 100                  |

### Vallás
2016-os adatok szerint Bécs lakosságának felekezeti megoszlása:
A bécsi vallási közösségek százalékos aránya a Statisztikai Hivatal 1951–2021 közötti népszámlálásai alapján: 

| 1951                                                                        | 81,6% | 7,8% | —     | 8,1%  | 2,5%   |
| 1961                                                                        | 81,3% | 8,1% | —     | 8,0%  | 2,6%   |
| 1971                                                                        | 78,3% | 7,8% | 0,4%  | 9,6%  | 3,9%   |
| 1981                                                                        | 71,5% | 6,9% | 1,8%  | 13,5% | 6,3%   |
| 1991                                                                        | 57,8% | 5,4% | 4,0%  | 19,8% | 13,0%  |
| 2001                                                                        | 49,2% | 4,7% | 7,8%  | 25,6% | 12,7%  |
| 2021                                                                        | 31,8% | 3,7% | 14,8% | 34,1% | 15,6%* |
| * beleértve 11,2%-ot, akik 2021-ben ortodox kereszténynek vallották magukat |       |      |       |       |        |

## Önkormányzat és közigazgatás

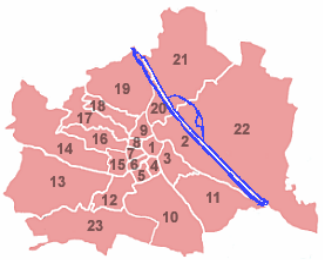
Bécs kerületei

Bécs 23 kerületből (Gemeindebezirk) áll, melyeket római számokkal jelölnek.
A város központja az Innere Stadt, amely a Duna-csatorna (Donaukanal) és a várfal között (középületek, bankok, műemlékek) terül el. A központban húzódik a Ring félgyűrűje. A belvárost a belterületi elővárosok veszik körül, itt igénytelenebb negyedek is vannak. A Gürtelen túl helyezkednek el a külső elővárosok (lakások, villanegyedek, munkásnegyedek).

## Turizmus

### A Kärntner Straße környékén

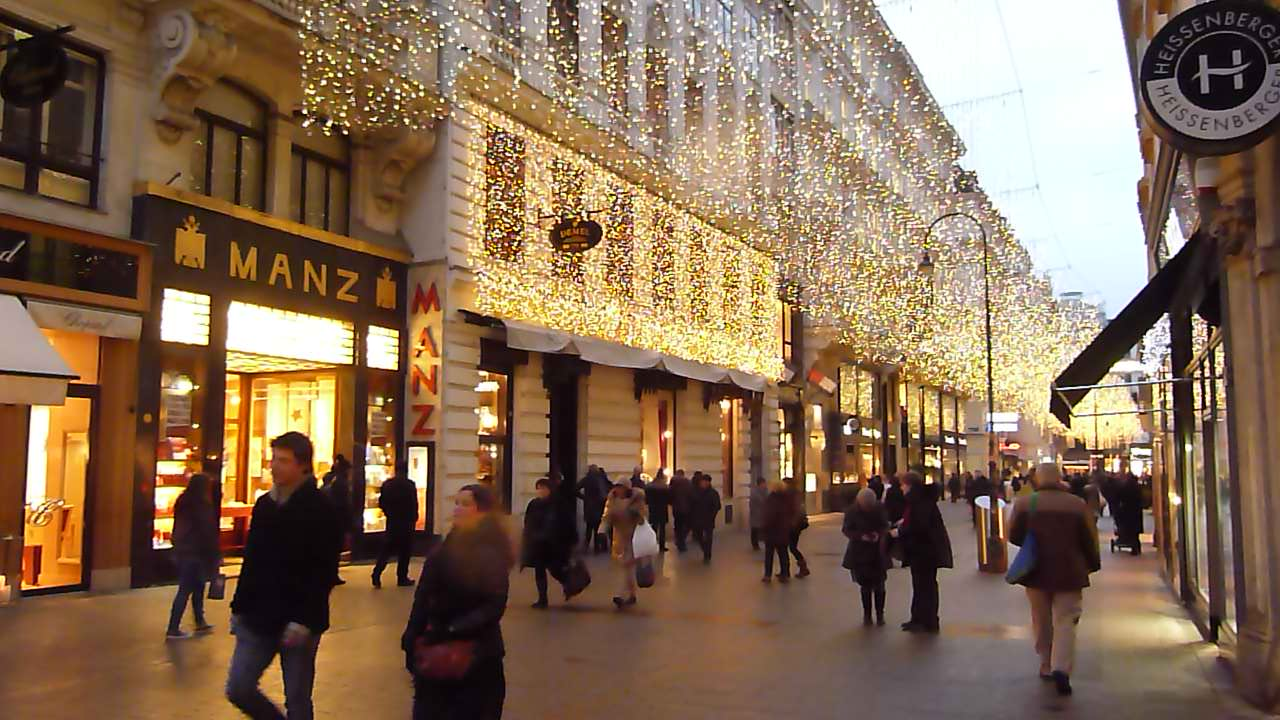
Kohlmarkt – Advent, 2014

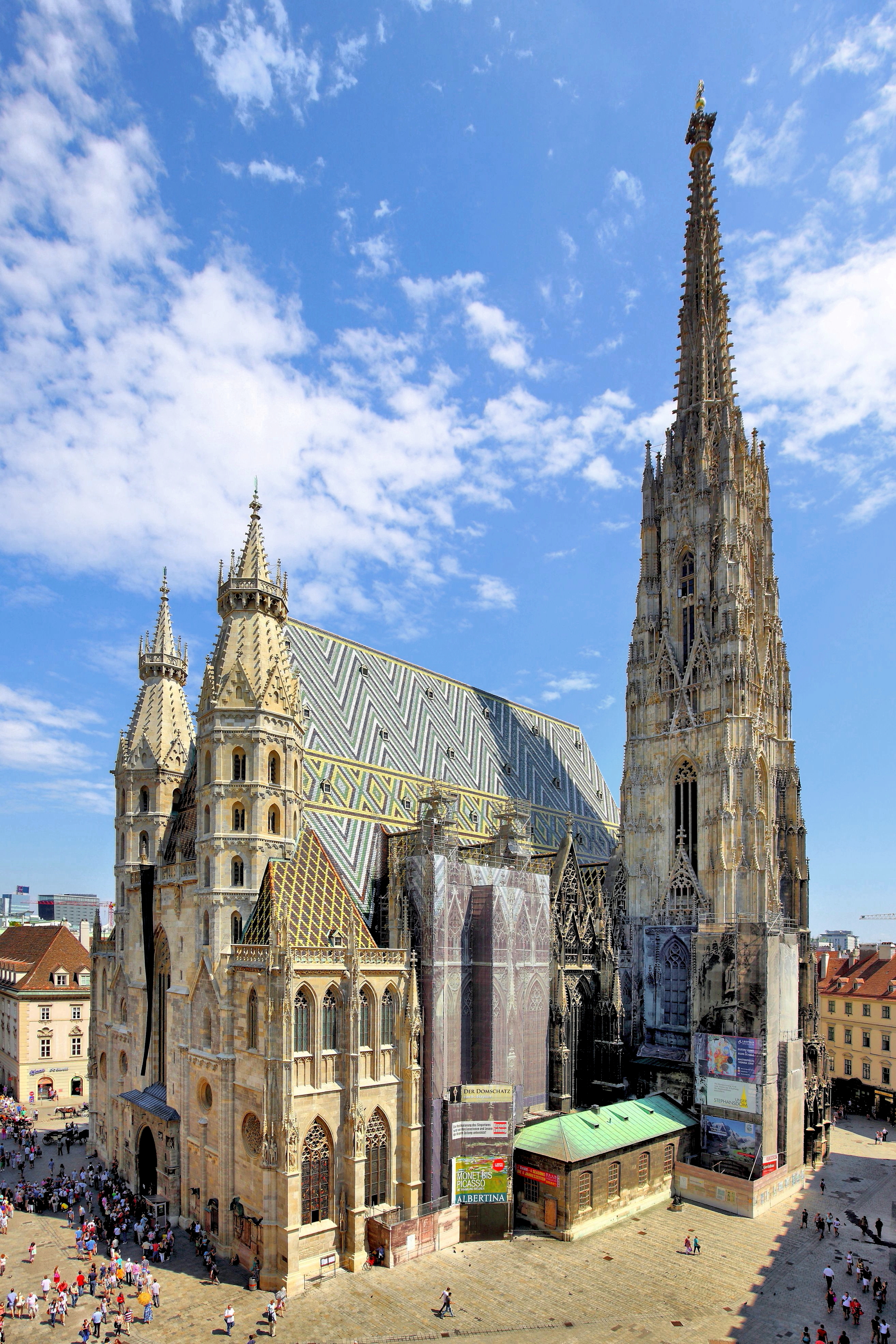
A Szent István-székesegyház

- Szent István-székesegyház (Stephansdom): 136,4 méter magas tornyával a város jelképe. Méretei: 107,2 méter hosszú, 70 méter széles, belül 28 méter magas a főhajó, 22 méter magas a mellékhajó.

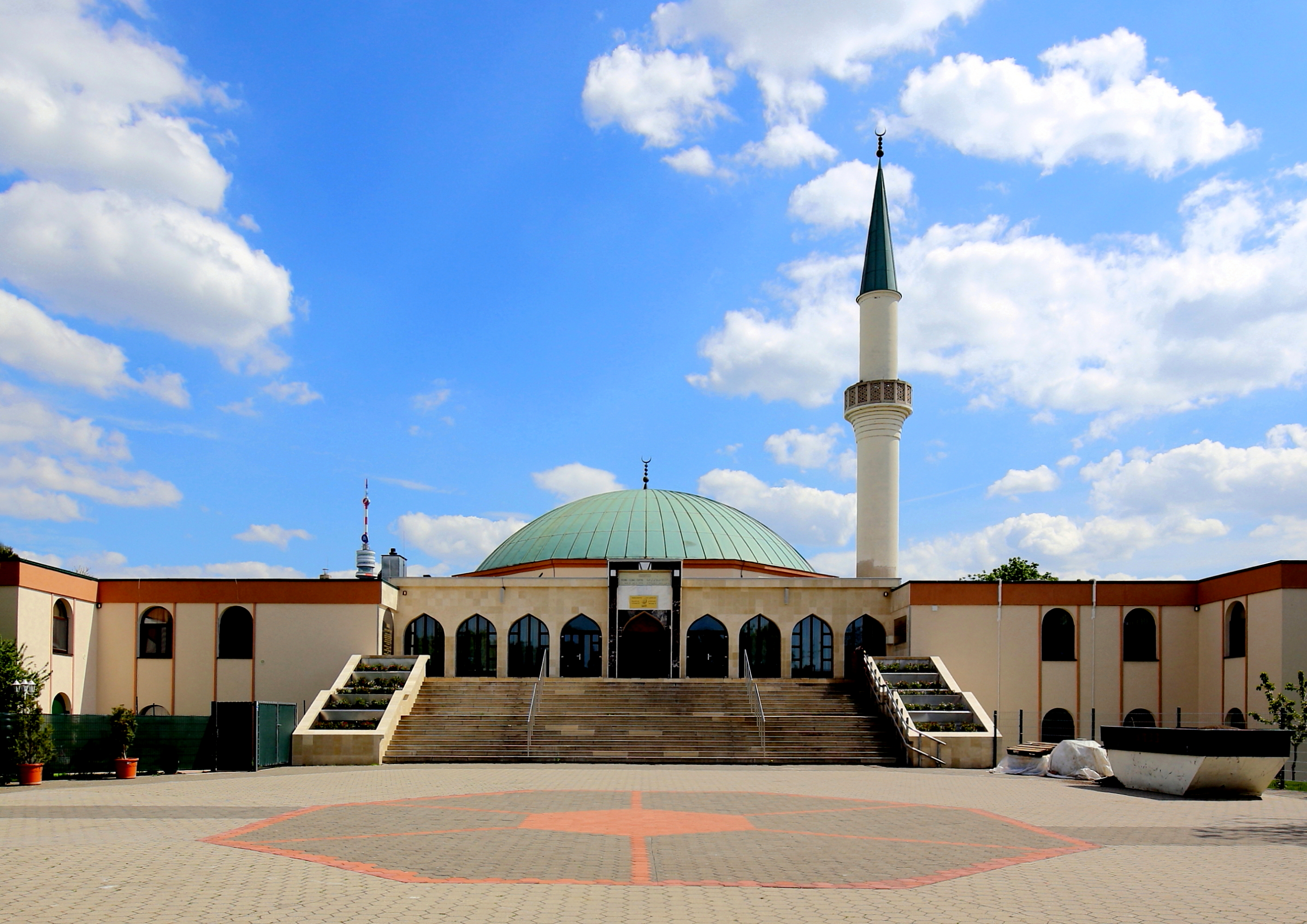
Iszlám Központ Bécs - Ausztria legnagyobb mecsete Bécs északkeleti részén, Floridsdorfban található.

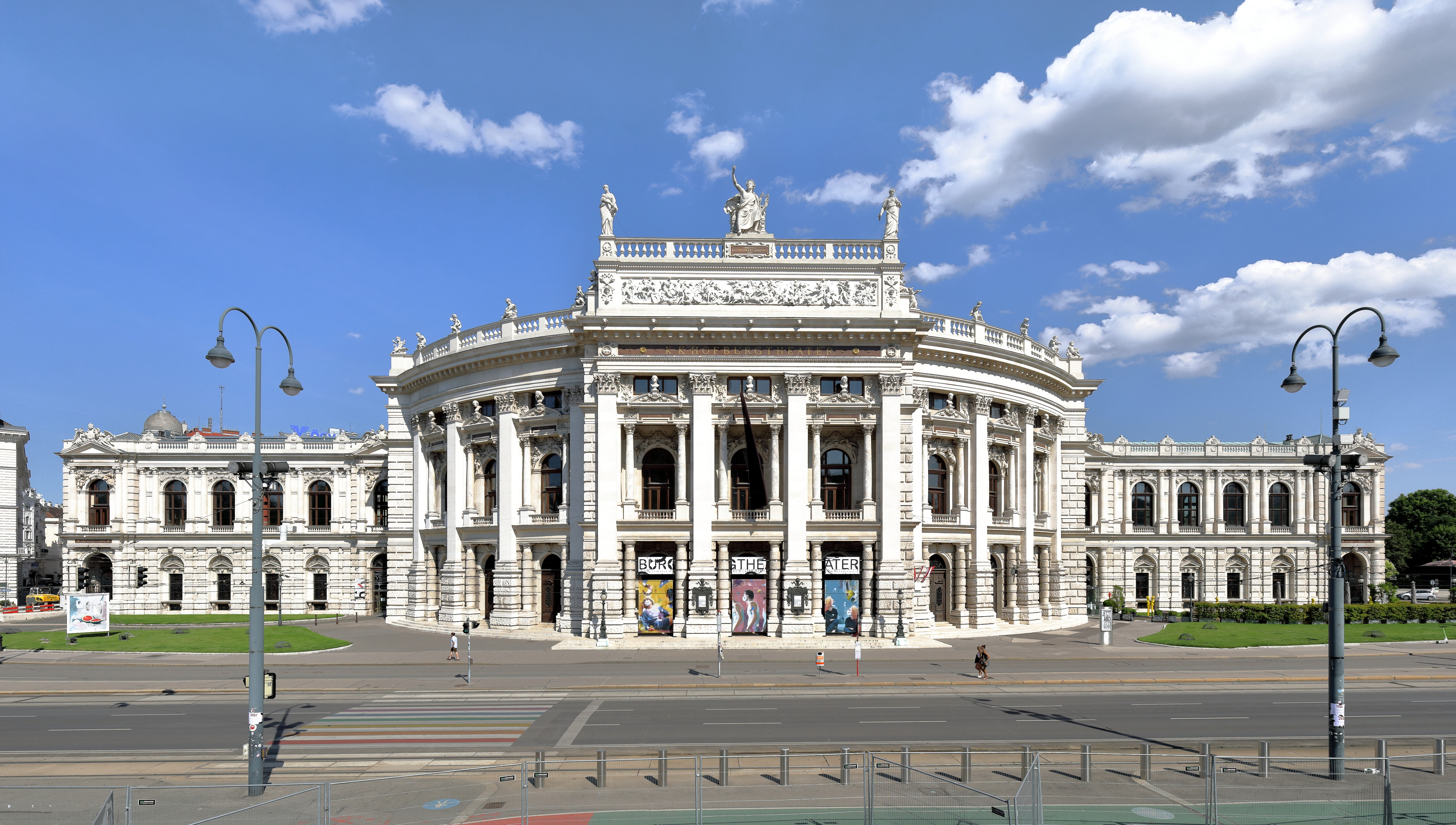
A Burgtheater

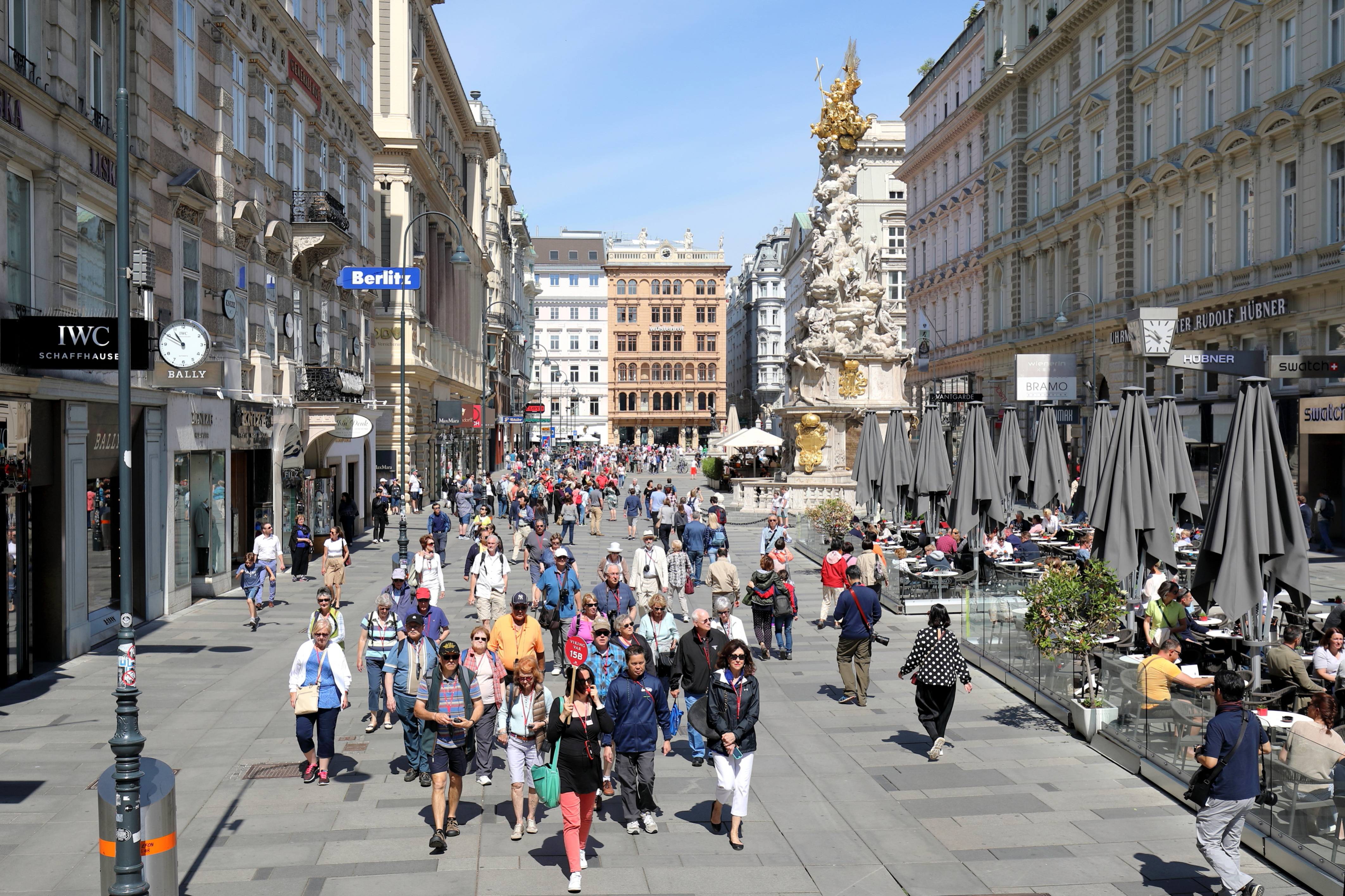
Graben

- Kapucinusok temploma (Kapuzinerkirche) a Habsburgok kriptájával (Kaisergruft): 1622–1633 között épült, kívül-belül szerény megjelenésű templom. A kolduló szerzetesek csak az 1670-es években telepednek meg a városban, ekkor kapják meg az épületet. A kripta 1633 óta a Habsburgok temetkezési helye. A termeket 1622–1909 között alakították ki, a restaurálás 2002–2003 között zajlott. 144 szarkofágot rejt, köztük 12 császár és 16 császárnő sírját. Nem nyugszik itt: II. Ferdinánd (Graz) és II. Rudolf (Prága).

### A Ring
1857–58: lerombolták a Ring helyén álló bástyákat és megkezdődött a várfalak előtti füves tér beépítése. Maga a Ring (Ringstraße) kb. 3,5–4 km hosszú, 57 m széles körút, két végénél a Duna-csatorna (Donaukanal) zárja le. Az épületeket a nemesi és pénzarisztokrácia tagjai építtették a kor jelentős művészeivel. Stílusuk: romantika, eklektika, neoreneszánsz, neoklasszicista, azaz Ringstraßen-stílus (Ringstraßenstil). Közlekedés szempontjából gépkocsival egyirányú, az óramutató járásával megegyező irányban, ezen kívül villamos is jár rajta.
Stubenring

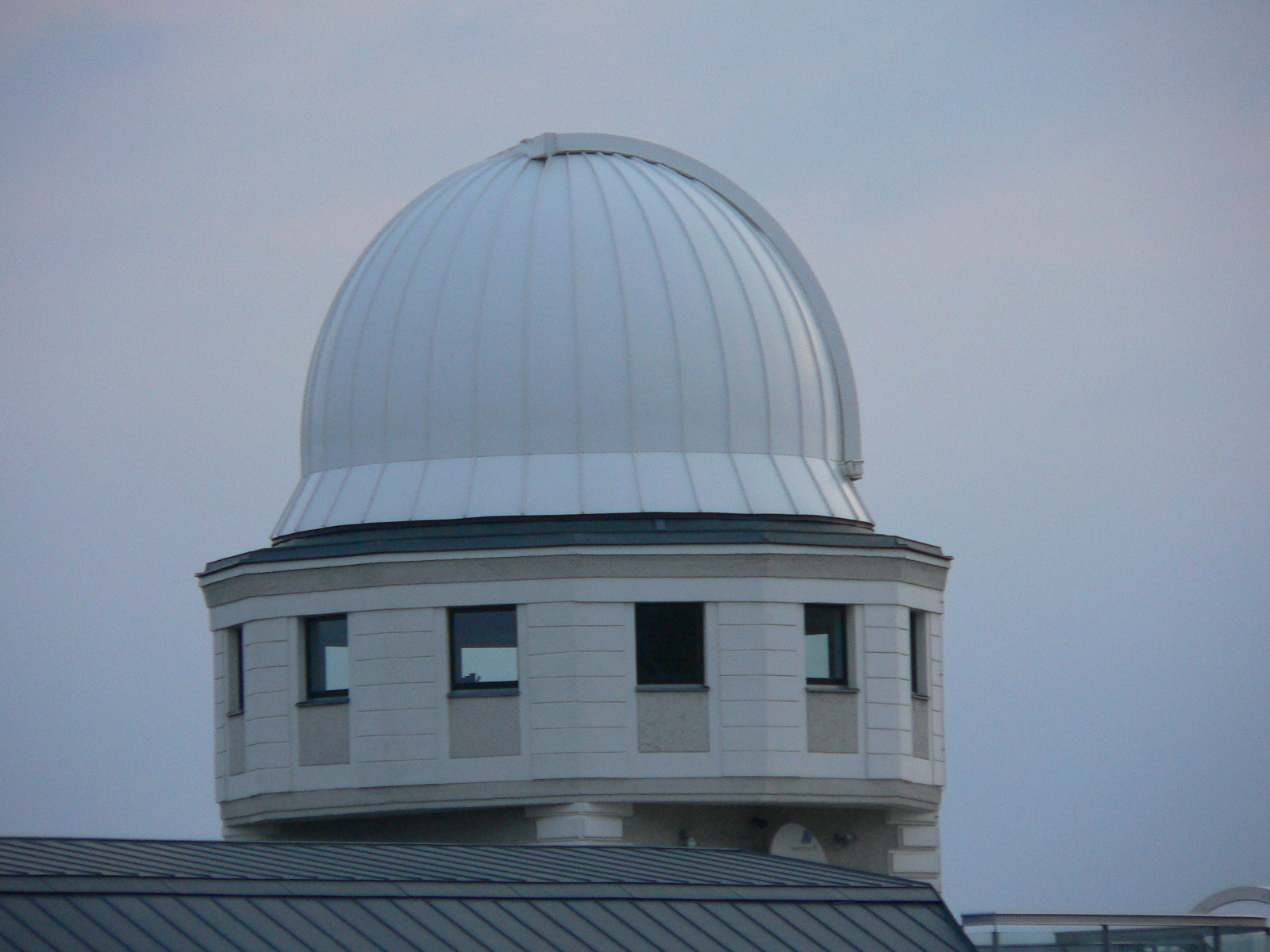
Az Urania Csillagvizsgáló kupolája

- Urania Csillagvizsgáló: 1910, Ferenc József idején létesült, tetején kis Csillagvizsgáló áll.
- Kormányépület: Ludwig Baumann tervezte, 8 udvara van. A Monarchia Hadügyminisztériuma volt, elején osztrák katonaszobrok állnak, előtte Radetzky marsall (1766–1858), K. von Zumbusch alkotása.
- Osztrák Postatakarékpénztár: 1904–06, Otto Wagner építette a bécsi szecesszió stílusában.
- Iparművészeti Múzeum: 1868-ban H. von Ferstel alkotta itáliai reneszánsz stílusban. Hozzátartozik az Iparművészeti Főiskola. Gyűjteménye: keleti szőnyegek, bécsi porcelánok, üveg- és dísztárgyak.
- Városi Park (Stadtpark): a Wien folyó választja ketté, közepén tavacska fekszik. 1862-ben nyitották meg a nagyközönség számára, főbejáratát 1906-ban F. Ohmann készítette. Szobrai: Schubert (1872 Kundmann), J. Strauss (1923 Hellmer), Hans Makart (1898)…
- Állami Operaház (Staatsoper): a nemzetközi zenei élet központja. 1861–69 között August Sicard von Sicardsburg és Eduard van der Nüll tervei alapján készült, francia neoreneszánsz stílusban. 1869. május 25-én: Mozart Don Giovanni című darabjával nyitotta meg kapuit. Ferenc József a nyitóceremónián megkritizálta az épület homlokzatát, ezért Nüll felakasztotta magát. 1945–ben súlyos légitámadások érték, romba dőlt, külsejét az eredeti szerint restaurálták, de belsejét modern technikai eszközökkel újították fel. 1955-ben Beethoven Fidelio című operájával avatták újra. Nézőterén 2200 látogató fér el, minden februárban a Bécsi Operabál (Wiener Opernball) színhelye (csak itt nyitják balról a keringőt!). A színház két oldalán látható szökőkutak a turisták és szerelmesek találkozóhelye.
- Goethe emlékmű: Edmund von Hellmer 1900-ban készült alkotása. Az ülő alakot tehetség, tudomány, költészet és igazság megtestesítői veszik körül. Goethe akarata szerint ül a szobor, mert nem kívánt több száz évig állni.
- Schiller emlékmű (vele szemben áll) a Képzőművészeti Akadémia (Akademie der bildenden Künste) olasz neoreneszánsz stílusú épülete előtt. Az Akadémia 1692-ben alakult, a legrégebbi német művészeti főiskola.
- Várkert (Burggarten): 1818–20 között kialakított kert, hajdan a császári család pihenőhelyéül szolgált. 1919 óta nyilvános park, közepén mesterséges tóval, északkeleti peremén pálmaházakkal. A kert legszebb szobrai: Mozart (1896 márvány), I. Lotaringiai Ferenc lovasszobra, I. Ferenc József, Herkules az oroszlánnal csoport.

Heldenplatz

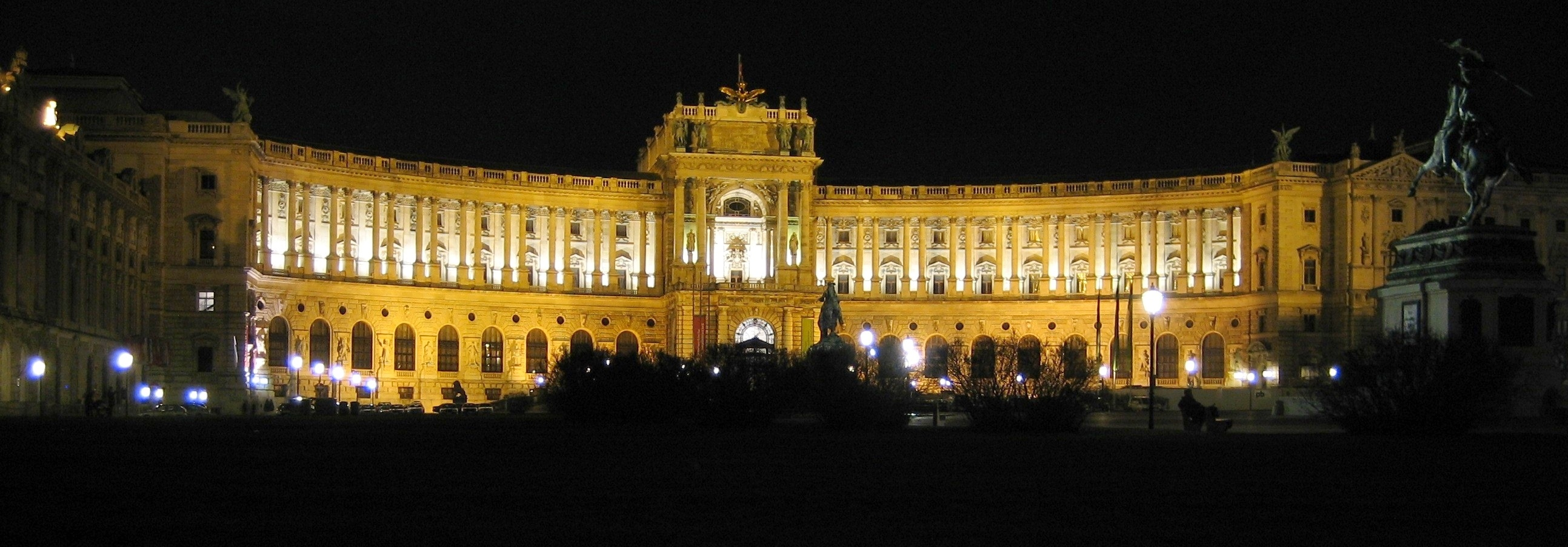
A Hofburg éjszakai kivilágításban

- Hofburg: az épületegyüttesben 18 épületrész, 54 lépcsőház, 19 udvar és 2600 helyiség található. A mai épület 800 éven keresztül alakult ki, 1215–1913 között készült el, de még folytatták volna. Sok helyen átjárható épületegyüttes: „a jó császár tulajdonképpen átjáróházban lakik” – mondta egy alkalommal Ferenc József. Gótikus emlékek: az eredeti periódusból csak a Várkápolna részletei maradtak fenn. Reneszánsz emlékek: Svájci-kapu és Követ lépcső, Amáliavár, Istállósvár. Barokk emlékek: a Lipót-szárny, illetve a VI. Károly császár által építtetett szárny: Nemzeti Könyvtár, Lovarda, Birodalmi kancellária (Fischer von Erlach).

Maria-Theresien-Platz

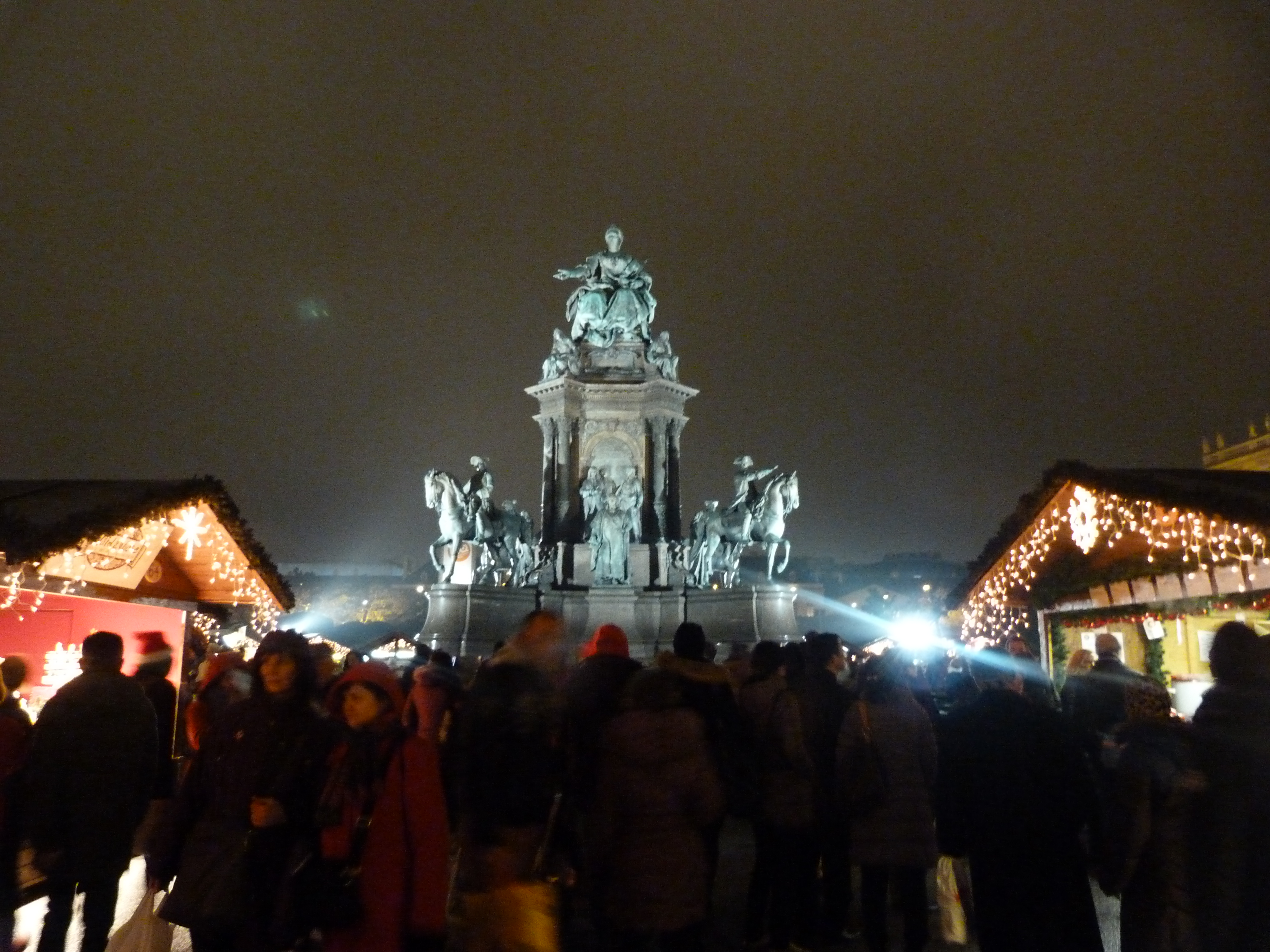
Mária Terézia királynő szobra

- Művészettörténeti Múzeum (Kunsthistorisches Museum): 1872–1881, Gottfried Semper és Carl von Hasenauer alkotása, olasz neoreneszánsz palota. 1891–ben Ferenc József nyitotta meg a közönség előtt.
- Természettudományi Múzeum (Naturhistorisches Museum): 1872–1881, G. Semper és K. Hasenauer alkotása, olasz neoreneszánsz palota. Földszintjén: kőzetek, meteoritok, ásványtani kiállítás, őslénytani gyűjtemény látható. Emeletén állat- és növénytani részleg van.
- Mária Terézia szobra: a tér közepén a császárné emlékműve áll, 20 m magas, kezében jogarral és a Pragmatica sanctióval. A művet K. Kundmann és Caspar von Zumbusch 1887-ben emelte.
- Vásárpalota (Messepalast): 1723-ban épült, eredetileg udvari istállónak és kocsitárolónak (Hofstallungen), id. J. B. Fischer von Erlach tervezte. 1922-től a bécsi Nemzetközi Vásárok egyik kiállítási színhelye volt, később már csak szakmai jellegű vásárokat tartottak itt. 1989 és 2001 között az épületben és udvarán alakították ki az új múzeumi negyedet (MuseumsQuartier, MQ).
- Népszínház (Volkstheater): 1889, a Fellner és Helmer cég alkotása.

Dr.-Karl-Renner-Ring

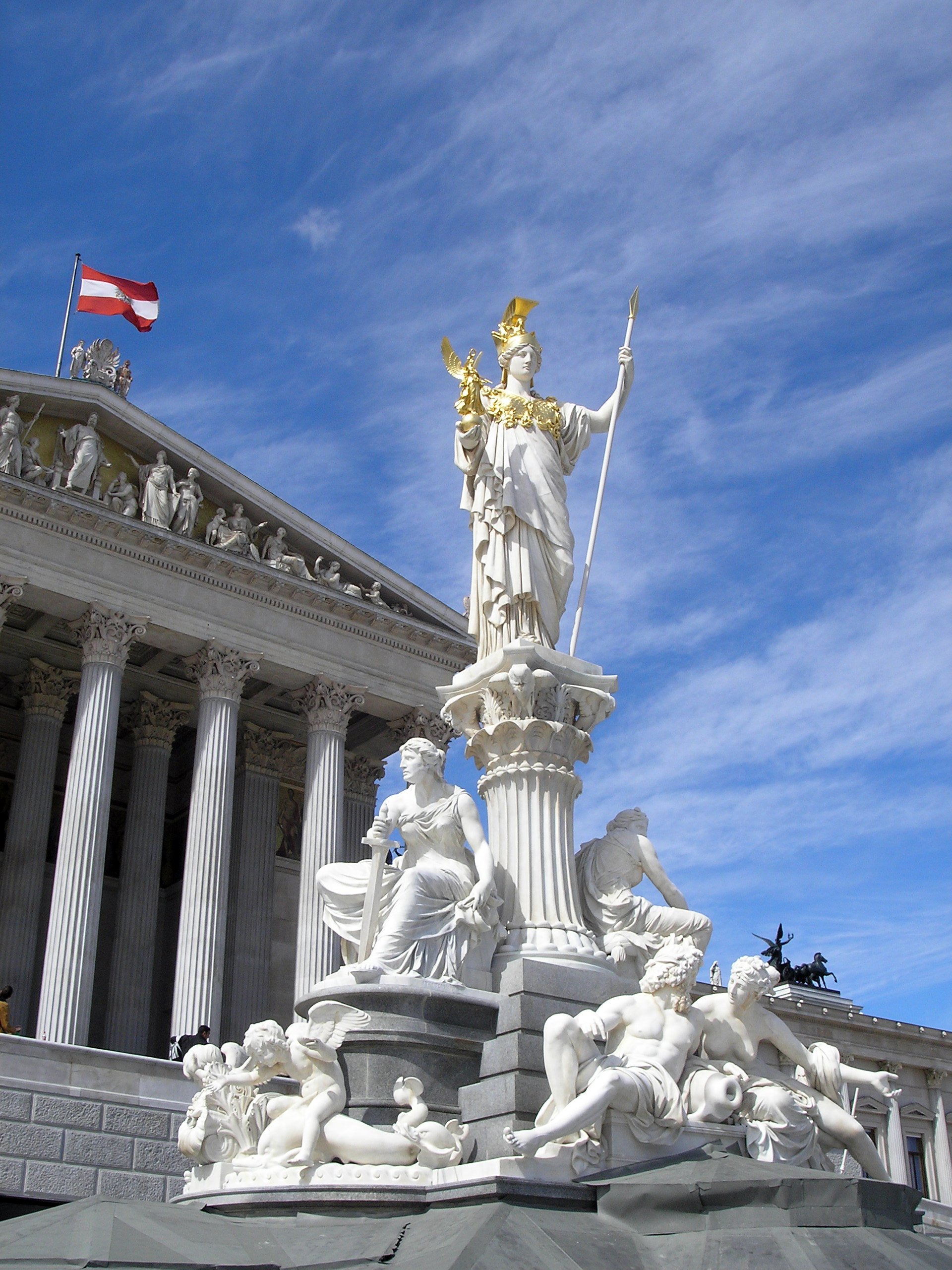
Pallasz Athéné szobra a Parlament épülete előtt

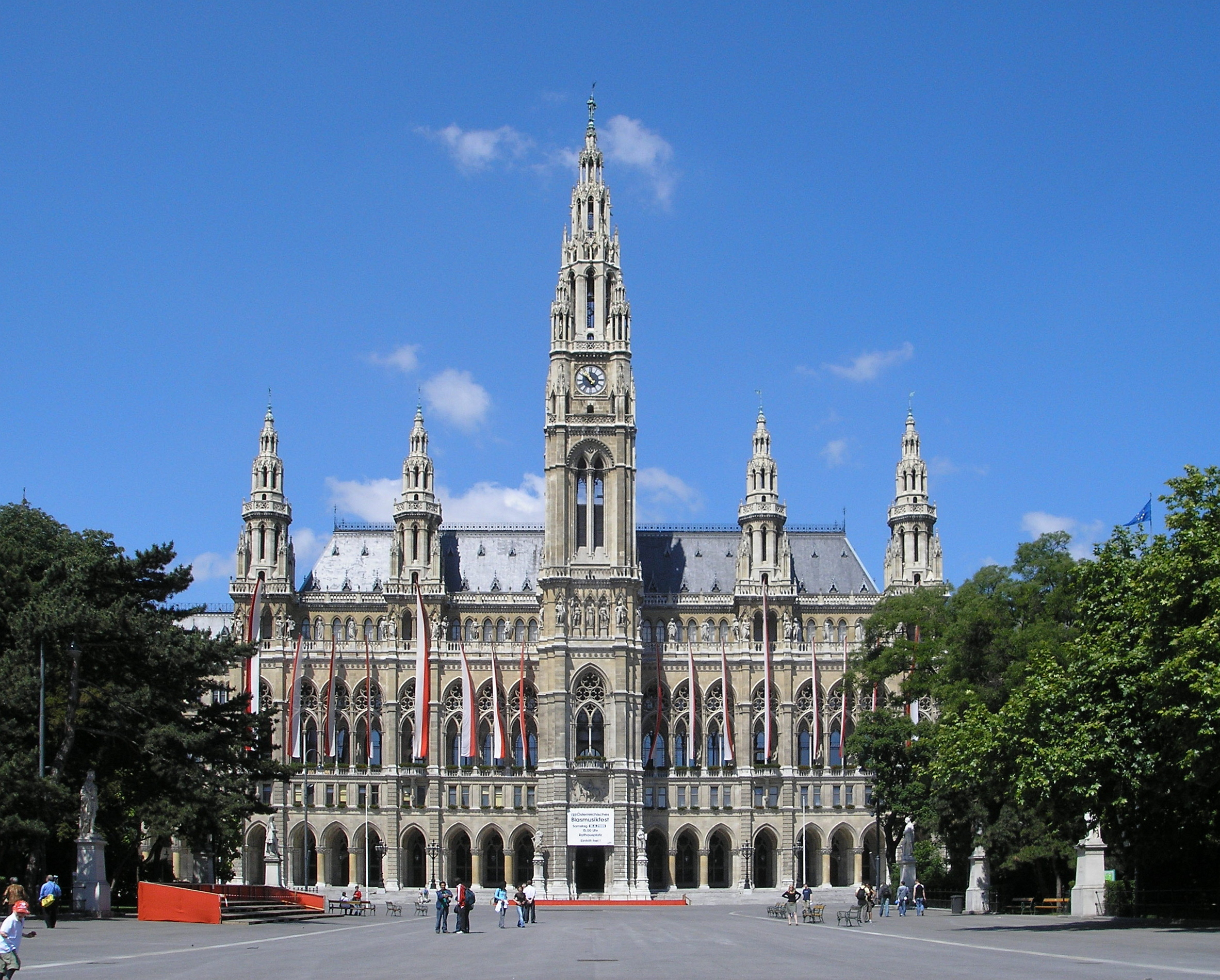
A városháza épülete

- Parlament: épült 1873–1883 között görög klasszicista stílusban, építője: Theophil Hansen. Előtte Pallasz Athéné-kútja áll, és egy 5 m magas Pallasz Athéné istennő (Kundmann alkotása). Az épület közepén, a főbejárat mögött helyezkedik el a 40 m x 23 m alapterületű, nagy oszlopcsarnok. Két oldalán a Szövetségi Gyűlés ülésterme és a Szövetségi Tanács ülésterme található.
- Népkert (Volksgarten): két épülete a Cortisches Kaffeehaus (1820) és a Tézeusz-templom (1821, Pietro Nobile, athéni minta után).[22] Emlékművei: Grillparzer (1898), Erzsébet királyné (1907, F.Ohmann-H. Bitterlich), és Canova: Tézeusz-szoborcsoport.
- Városháza (Rathaus): épült 1872–83, Friedrich Schmidt alkotása, Kajetan Felder polgármester kezdeményezése alapján. Mintája a késő középkori holland vásárcsarnok, a brüsszeli városháza. Neogótikus palota, 100 m magas, óratornyos, tetején az ún. Rathausmann szobra (3 m, Alexander Nehr). Előtte a Rathausplatz az adventi vásár (Christkindlmarkt) hagyományos helyszíne. Nyolc szobor áll itt, a teret régen katonai parádék számára tartották fenn.

Dr.-Karl-Lueger-Ring
- Burgtheater: 1874, G. Semper és K. Hasenauer műve a drezdai operaház reneszánsz és barokk formaelemeivel. Nézőterét 1945-ben bombatalálat érte.
- Bécsi Egyetem (Universität Wien): 1873–1883 között épült, H. von Ferstel munkája. A neoreneszánsz épülettömb könyvtára kétmillió kötetet őriz.

Rooseveltplatz
- Fogadalmi templom (Votivkirche): 1853-ban, egy Ferenc József elleni merénylet után keletkezett terve. A császárt egy csákvári Libényi János nevű szabólegény akarta leszúrni. I. Miksa mexikói császár kérésére épült templom a bécsi nép adományaiból. Készült 1856–1879, Ferstel alkotása.

Schottenring
- Börse: 1847–1877, Theophil Hansen műve, reneszánsz hatású, négyszögletes tömb. Belseje 1956-ban kiégett, át kellett alakítani.
- Ringturm: 1953–1955 között emelték E. Boltenstern tevei alapján. A 20 emeletes magas ház zárja a Ringet.

### A városközponton kívül

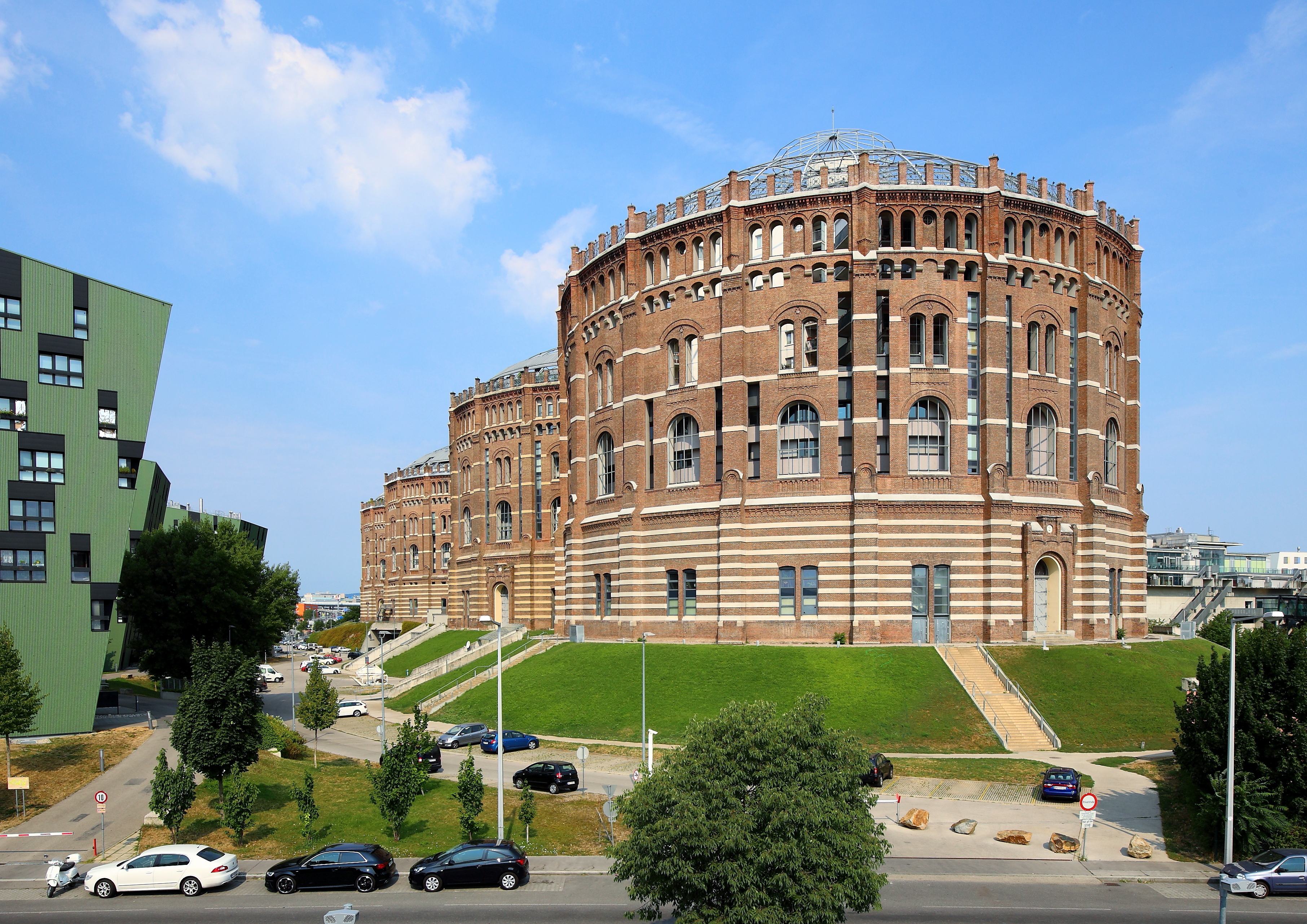
Bécsi Gasometer

- Belvedere kastély (Schloss Belvedere): 1700–1723 között épült ki Eugen von Savoya (Savoyai Jenő) herceg nyári rezidenciájaként. Ő nem lakta, csak fogadásokra használta. Építésze: Johann Lukas von Hildebrandt.
- Hundertwasser-ház (Hundertwasserhaus): Friedensreich Hundertwasser osztrák építész és festő egyik leghíresebb műve, amely 1983 és 1986 között épült.
- Schönbrunni kastély (Schloss Schönbrunn): nevét egy közeli jóvízű forrásról kapta. A mai palota 1695–1713 között keletkezett Fischer von Erlach tervei szerint. 1918-ig Schönbrunn volt a Habsburgok állandó nyári rezidenciája.
- Gasometer: a Simmering (11.) kerületben 1896-ban épült négy, a városi gáz tárolására szolgáló gáztartály. A használaton kívül helyezett tartályokat 1999 és 2001 között revitalizálták, belsejükben szórakoztató- és üzletközpontot, lakásokat, diákszállásokat és irodákat alakítottak ki.

- Augarten (kert) a Duna árterén.[23]

### Vásárlás
Bécs híres bevásárlórésze a Mariahilfer Straße, ami egy szélesebb főút a belváros és Schönbrunn között, de a frekventált része csak Wien Westbahnhofig (Nyugati pályaudvar) tart. Az út két oldalán üzletek, áruházak sorakoznak, de sok környező utcában is nagyszámú kiskereskedelmi egység, bolt található. Ezen kívül a belváros is rengeteg üzlettel, étteremmel, kávéházzal várja a látogatókat, de több nagyobb bevásárlóközpont is létesült, többségük a várostól távolabb, széles árukínálattal. Az üzletek átlagosan reggel fél tíztől este hétig tartanak nyitva, szombaton négyig vagy hatig. Fontos tudni, hogy vasárnap viszont (ahogy egész Ausztriában) egész nap minden zárva tart.

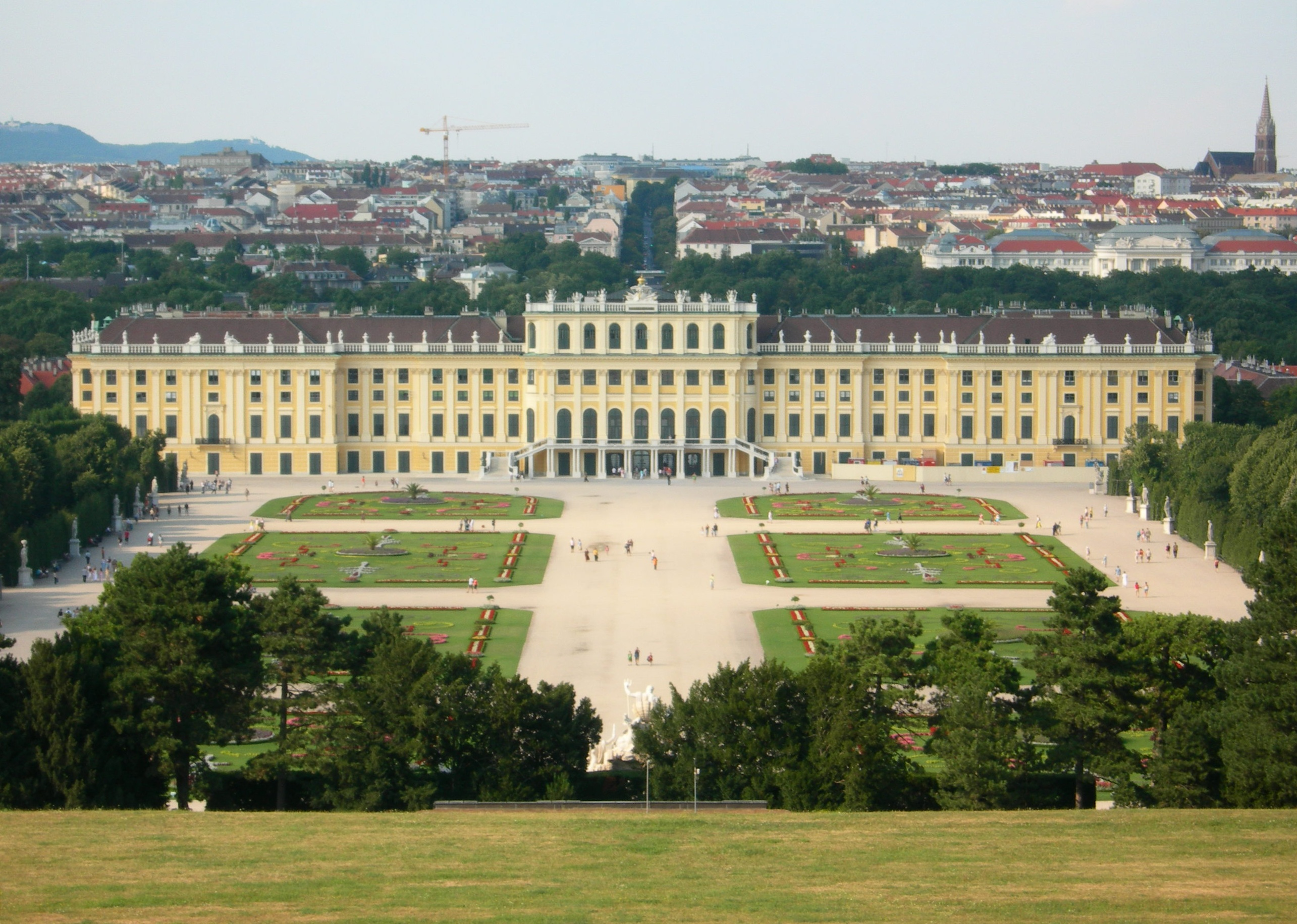
A schönbrunni kastély
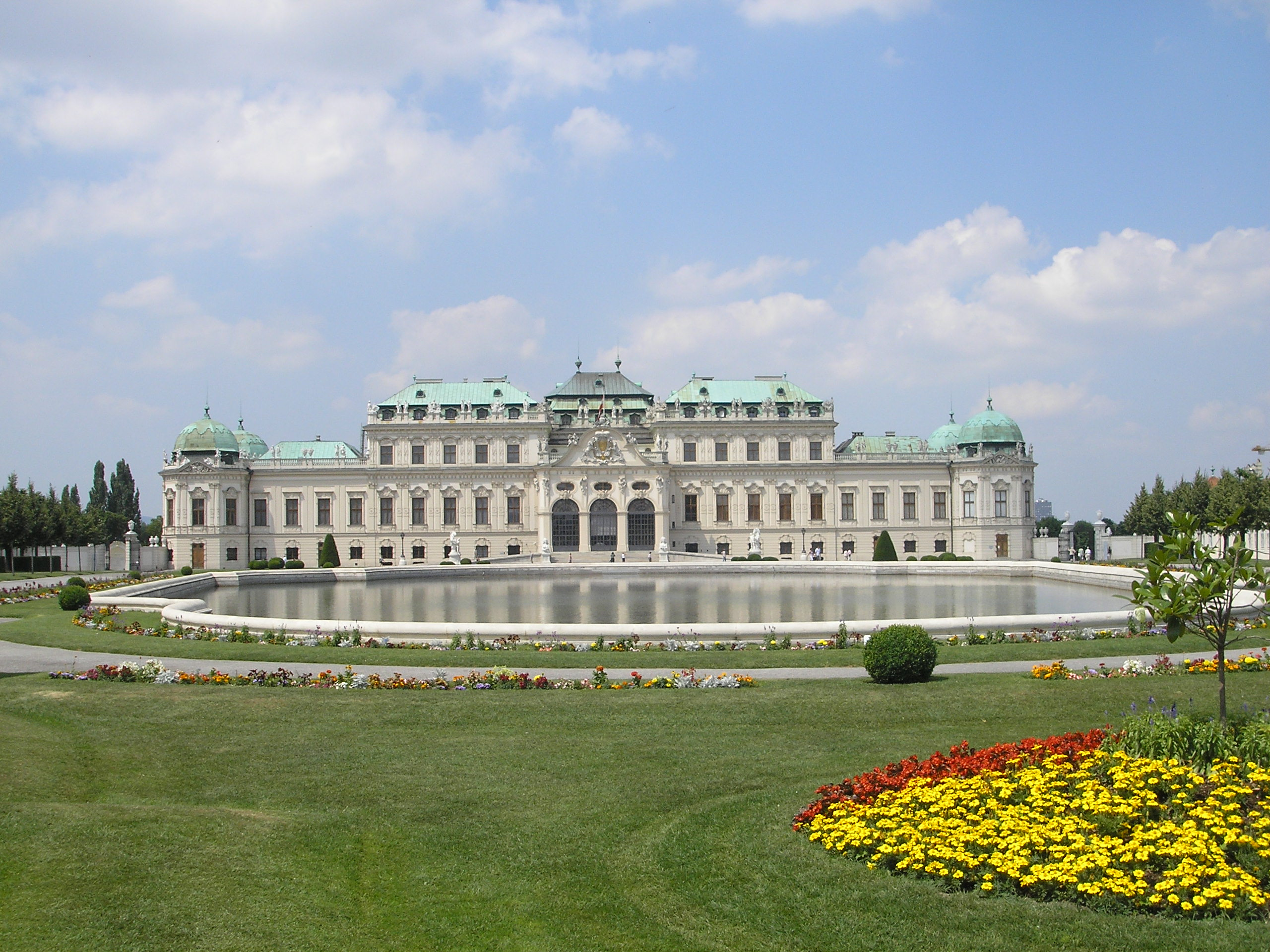
A Belvedere kastély
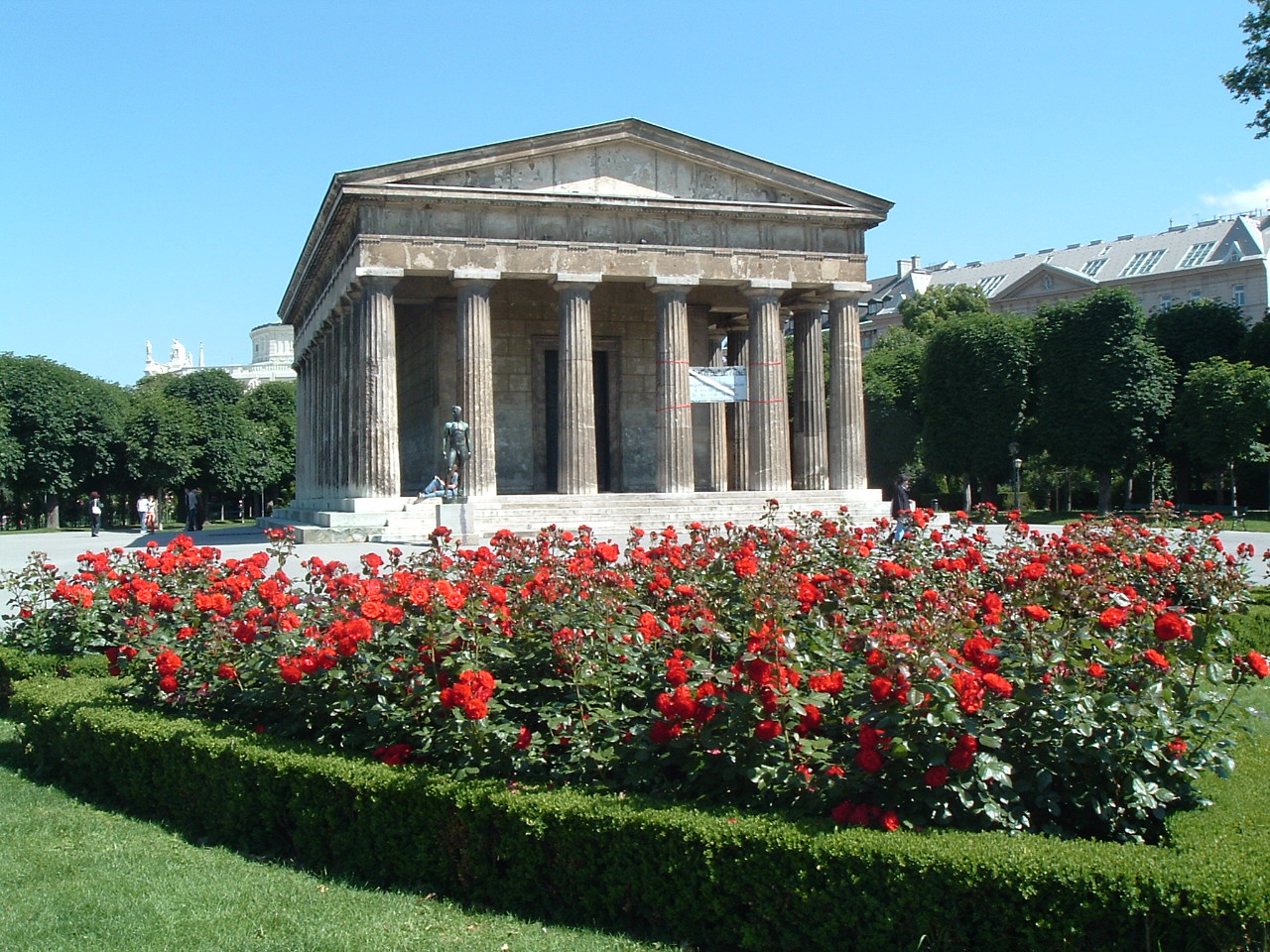
A Népkert (Volksgarten) Tézeusz temploma
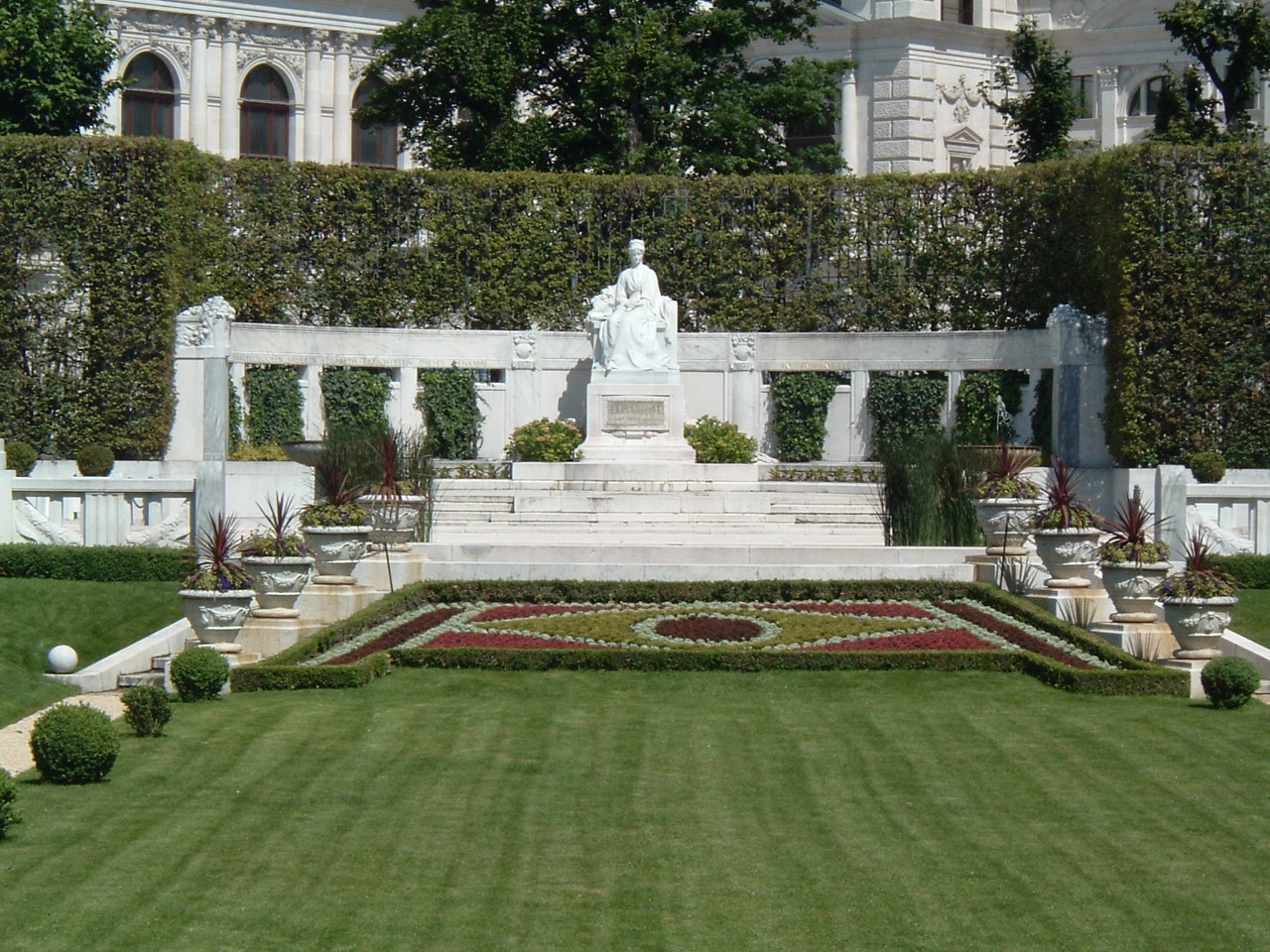
Erzsébet királyné szobra a Népkertben
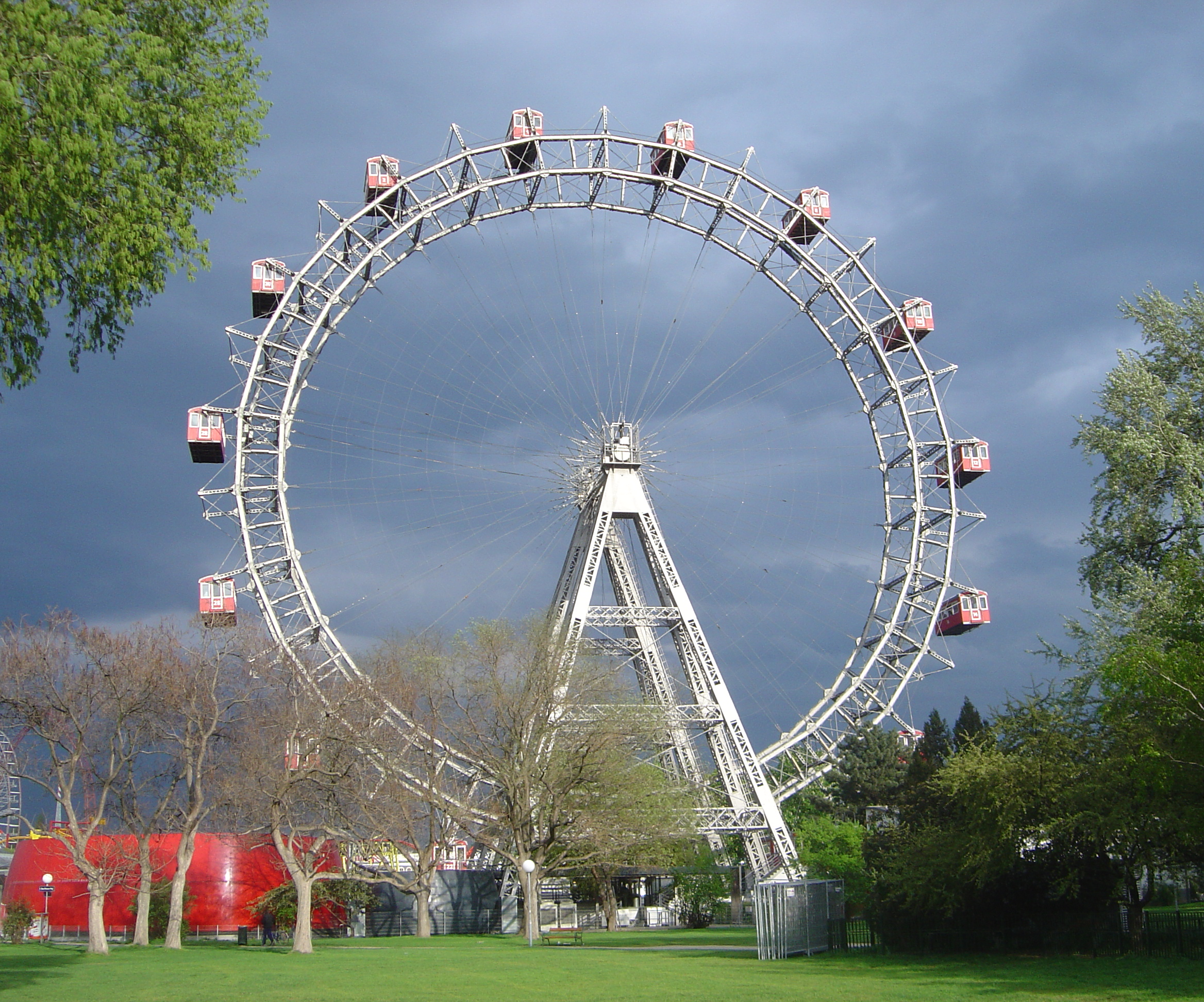
Az óriáskerék a Práterben

## Közlekedés
A közlekedés megoszlása Bécsben (2014-es adat)
Bécs közlekedése több ágra tagolódik: a vasútra, a közútra, a légi- és a vízijáratokra, és természetesen a városon belüli közösségi közlekedésre. Bécsben ezek mindegyike igen fejlett.
Bécsben a legtöbb ember a helyi tömegközlekedéssel utazik, és számuk évről évre nő. A városban metróhálózat, gyorsvasút és villamoshálózat működik, ezek működtetik a városi közlekedés legfőbb vonalait, továbbá kiegészül autóbuszos közlekedéssel. A 19. században, a maga korában jelentős infrastruktúraként megépült Stadtbahn megszűnése után szintén a metró és a gyorsvasút hálózatának részévé vált.
A városnak egy repülőtere van, ami a várostól 22 km-re található. A Bécs–Schwechati nemzetközi repülőtér, német nevén Flughafen Schwechat, amely mind utas-, mind pedig teherforgalom szempontjából fontos légikikötő.

Bécs legfontosabb vasútállomása Wien Hauptbahnhof, mely a korábbi Südbahnhof vasútállomás helyén épült. Ez az állomás nem fejpályaudvar, így komoly átmenőforgalma van. A Budapest felől érkező Railjet vonatok megállnak a Hauptbahnhofon, majd továbbhaladnak. A Budapest felől érkező EuroCity járatoknak pedig ez a végállomása. További fontos vasútállomás még a Westbahnhof és Meidling.

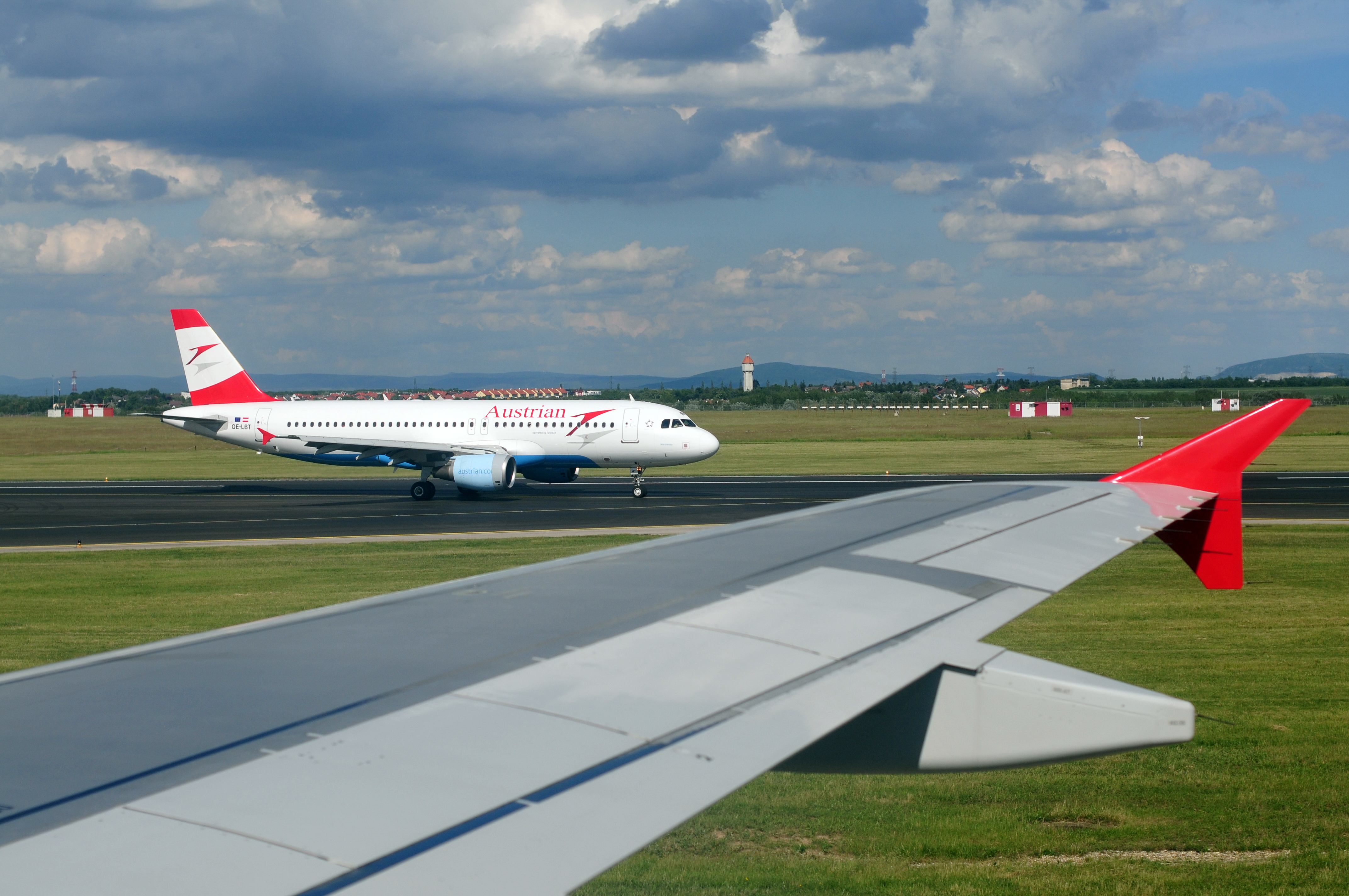
A Bécs–Schwechati nemzetközi repülőtér
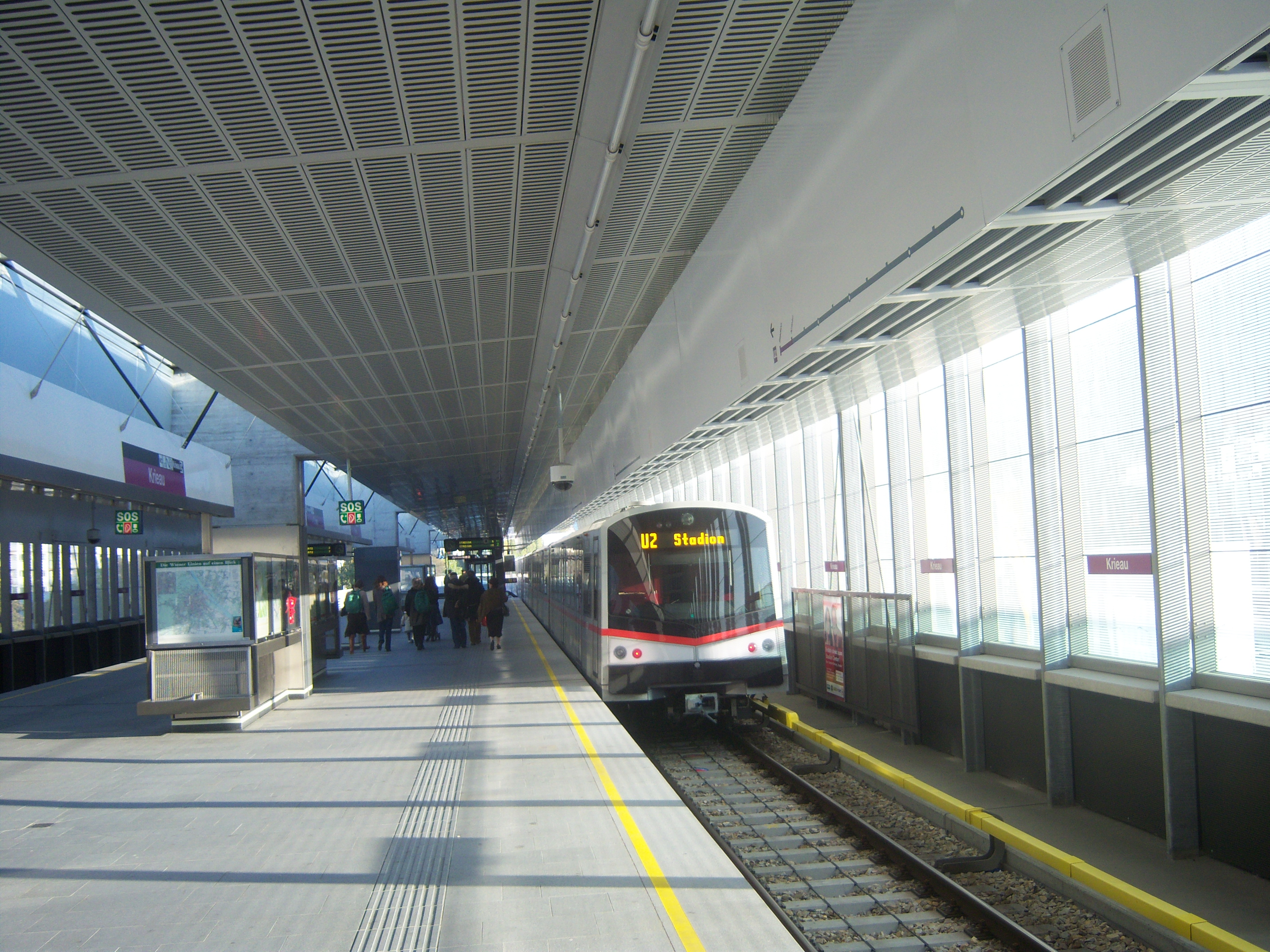
A bécsi metróhálózat 78,4 km hosszú
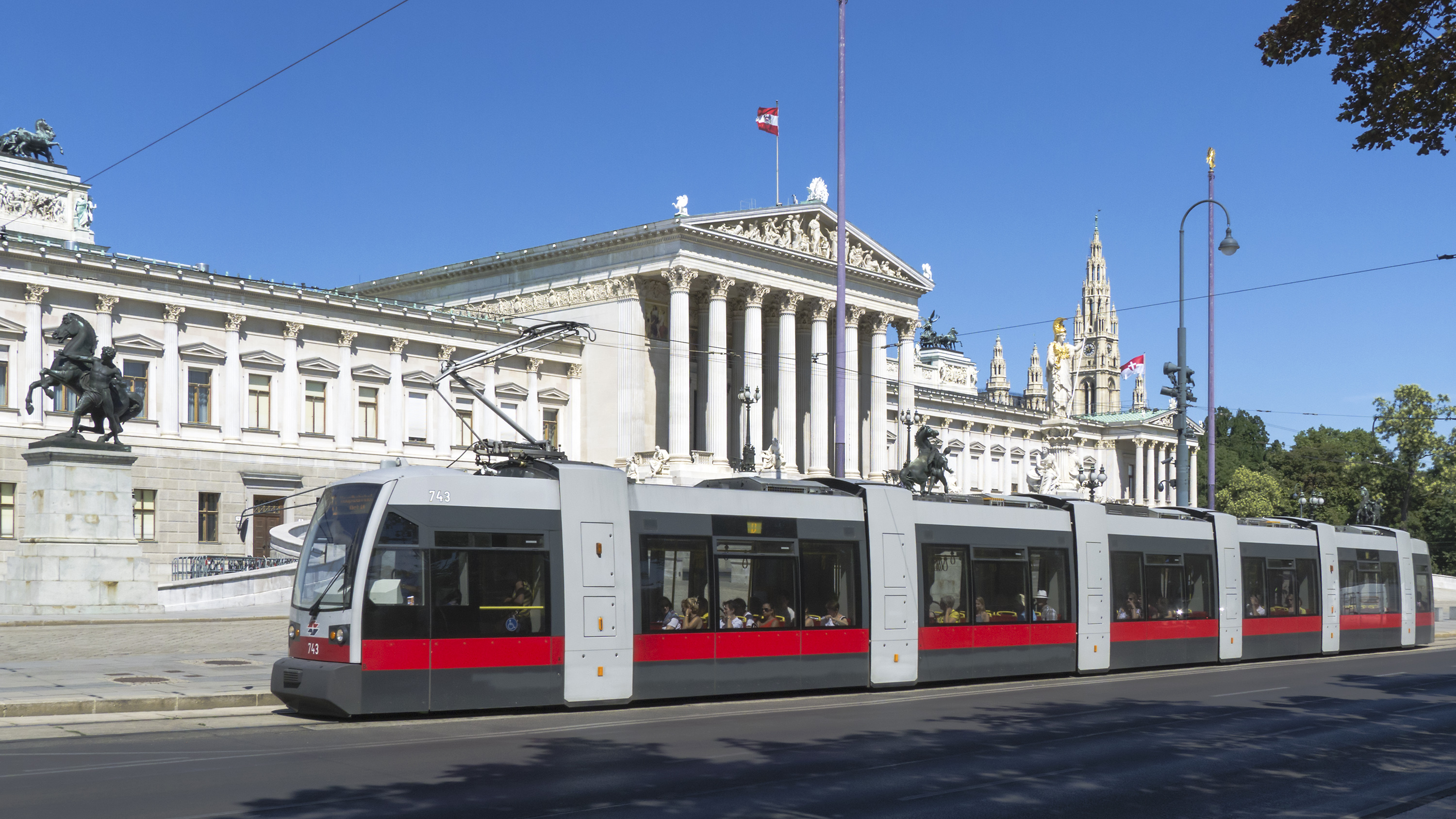
A bécsi villamoshálózat teljes hossza 172 km
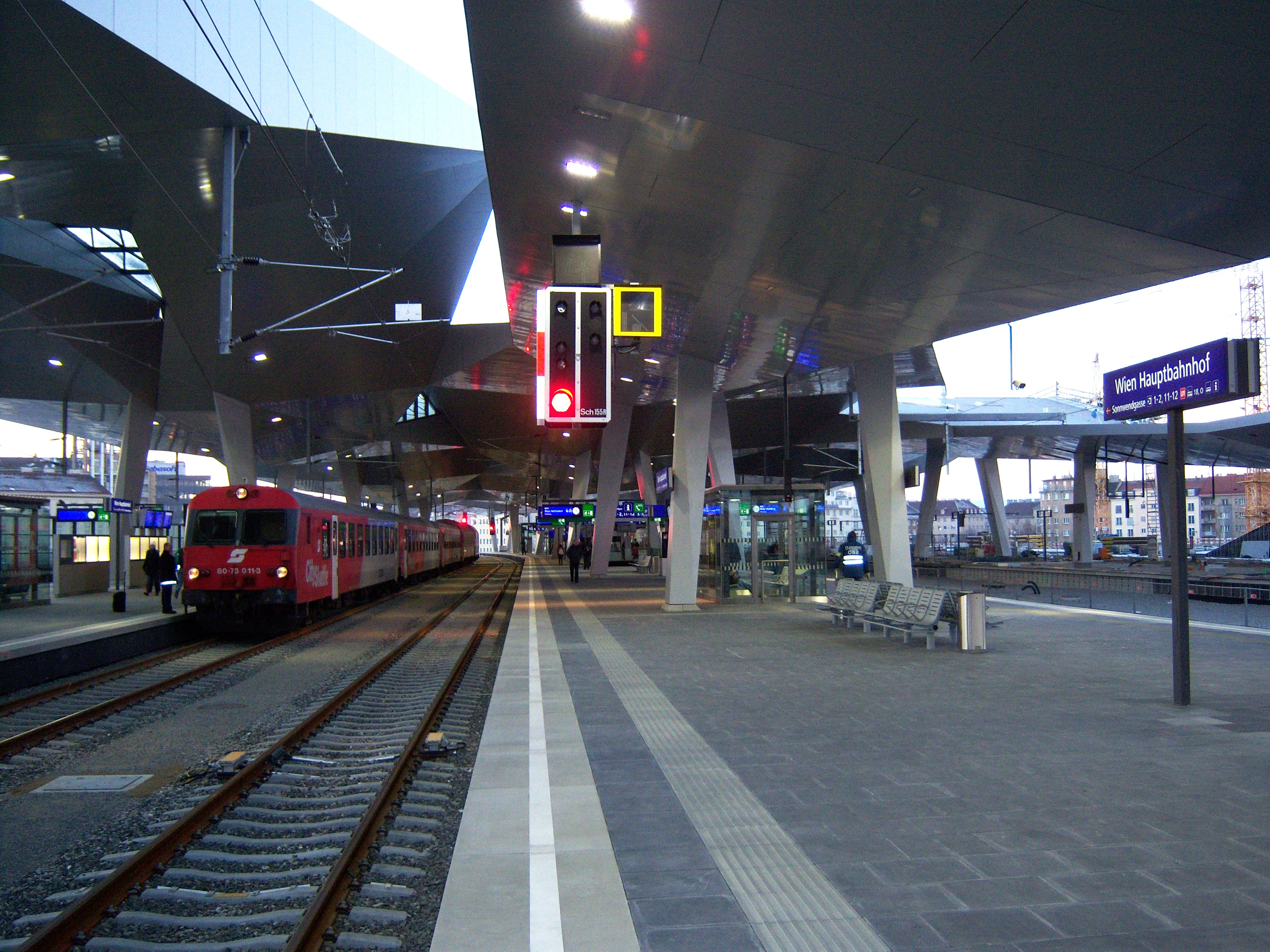
A bécsi főpályaudvar

## Kultúra

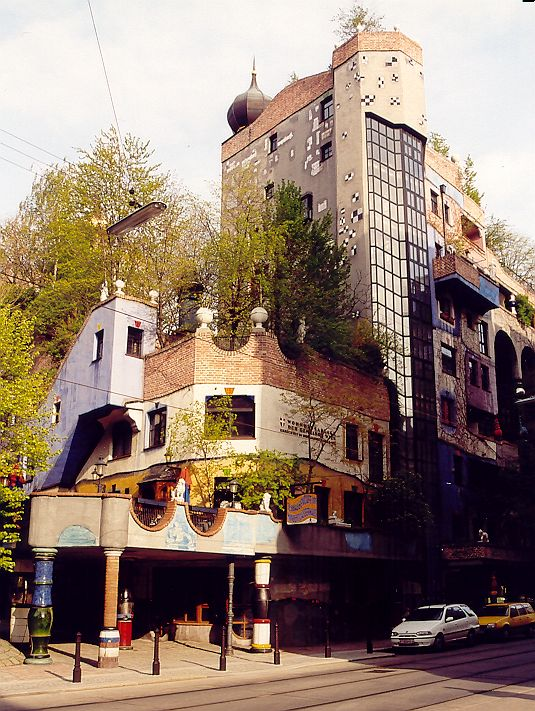
A Hundertwasser-ház

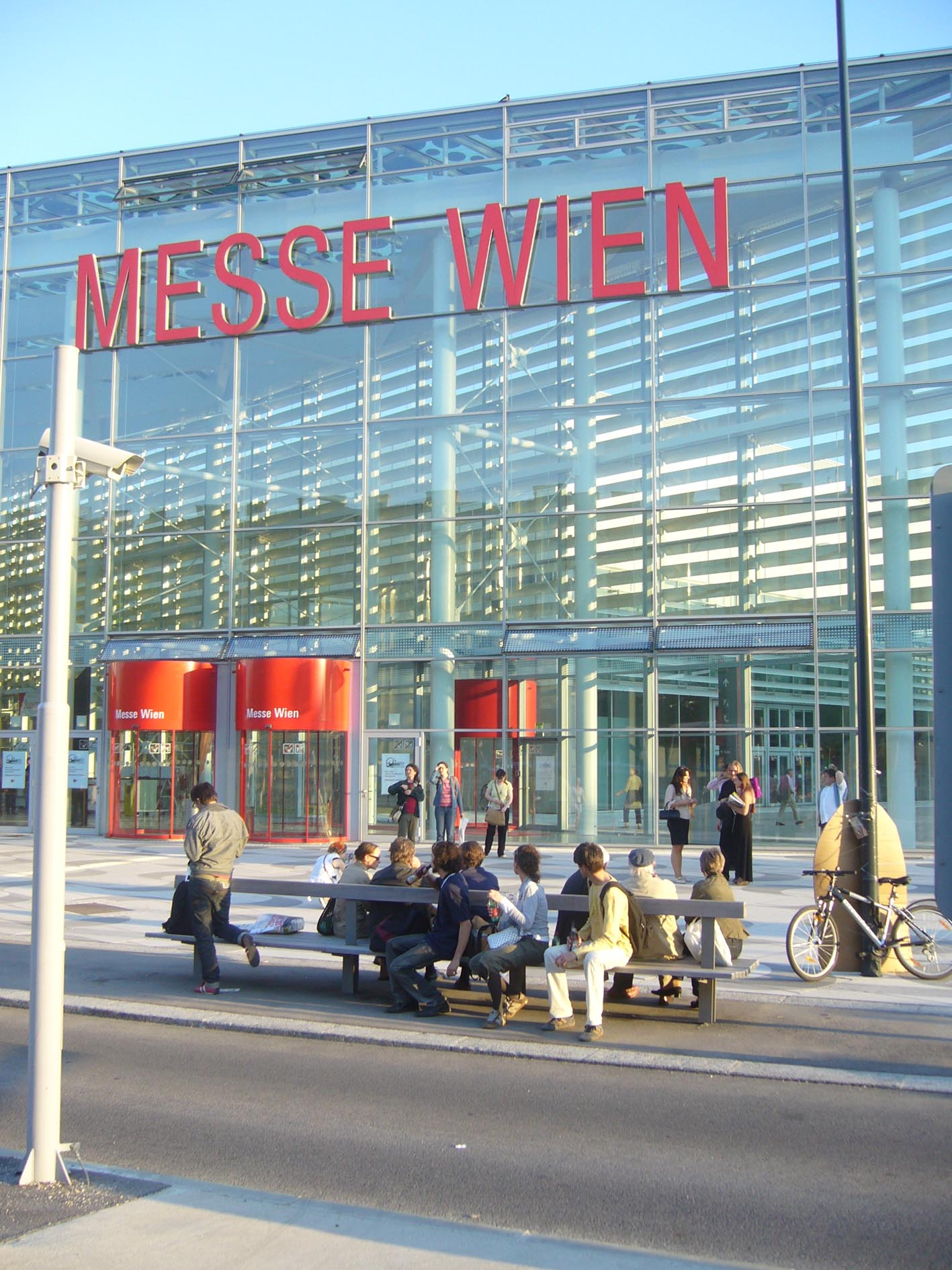
Messe Wien, a kortárs művészek híres Wiennafair aukciós vására

### Oktatás, művelődés
Bécs a következő felsőfokú oktatási intézmények központja:
- Österreichische Akademie der Wissenschaften
- Universität Wien
- Technische Universität Wien
- Universität für Bodenkultur
- Veterinärmedizinische Universität Wien
- Wirtschaftsuniversität
- Akademie der bildenden Künste
- Hochschule für Musik und darstellende Kunst
- Hochschule für angewandte Kunst
- Pädagogische Akademie des Bundes Wien

A város emellett felnőtt képzési intézmények központja. (Verband Wiener Volksbildung, ún. Volkhochschulék, azaz népfőiskolák)
Bécsi könyvtárak:
- Österreichische Nationalbibliothek
- Wiener Stadt- und Landesbibliothek

illetve ezeken kívül még az egyetemek, az Akadémia és a városi könyvtárak, illetve a Pedagógiai Központi Könyvtár (Pädagogische Zentralbücherei). A városi könyvtárak szinte minden kerületben megtalálhatóak, a főkönyvtár az Urban Loritz Platzon helyezkedik el.

### Zene
Bécs mint a „zene városa” vált világhírűvé. E hírét az Állami Operaház (Staatsoper), a Bécsi Filharmonikusok (Wiener Philharmoniker) és a Bécsi Szimfonikusok (Wiener Symphoniker) öregbítik. A Népszínház (Volksoper) a klasszikus bécsi operett hagyományait őrzi. Koncerteket tartanak még a Konzerthaus (Konzerthausgesellschaft) és a Musikverein (Gesellschaft der Musikfreunde) intézményeiben. A művészek utánpótlásának neveléséről olyan oktatási intézmény gondoskodik, mint a Konzervatórium vagy a Wiener Sängerknaben iskolája, ahol a világhírű bécsi fiúkórus tanul. Híres még a bécsi újévi koncert.
A színházi, zenei élet csúcspontja a Bécsi Ünnepi Hetek (Wiener Festwochen) rendezvénysorozata.

### Képzőművészet

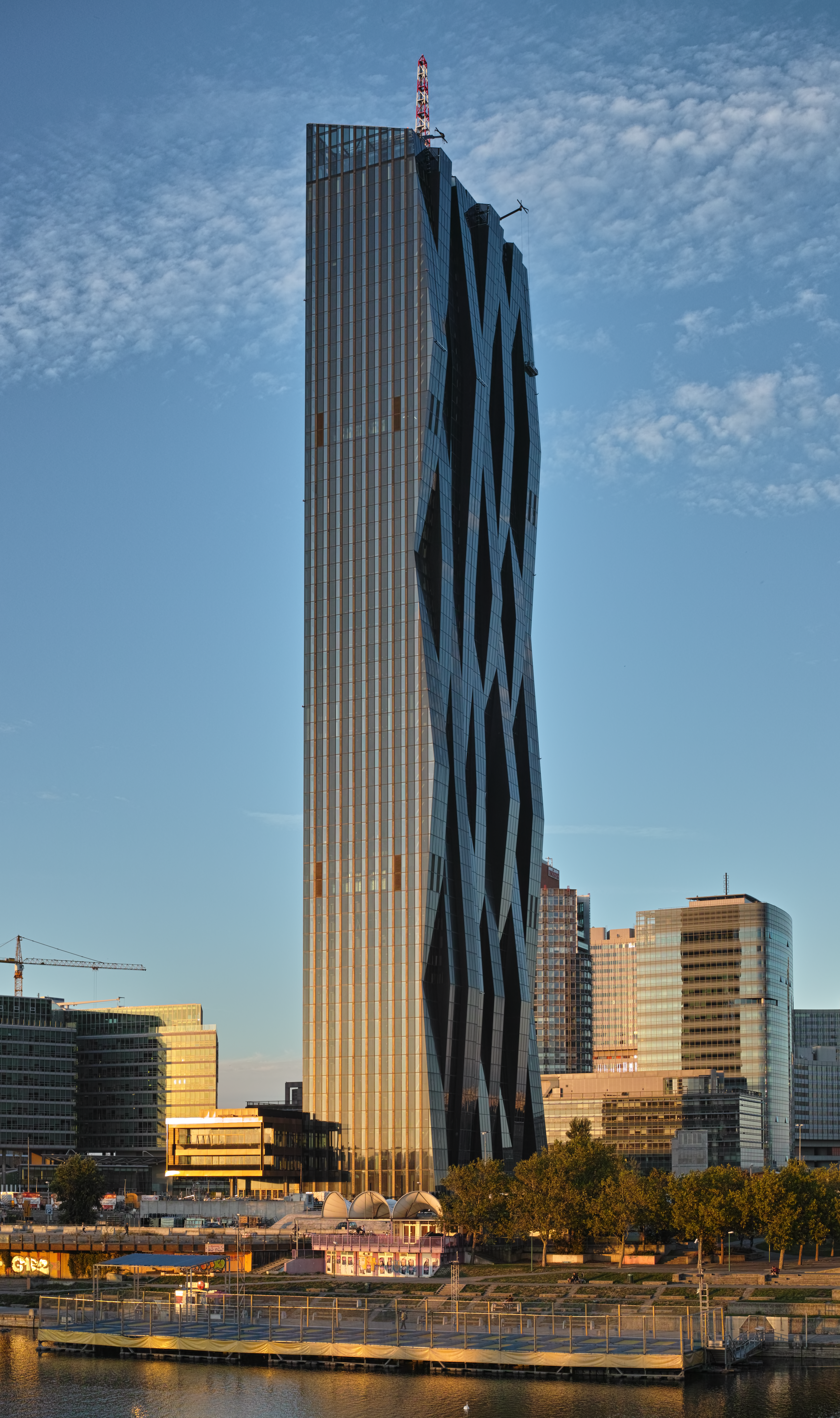
A 220 m magas DC Tower 1 Ausztria második legmagasabb épülete

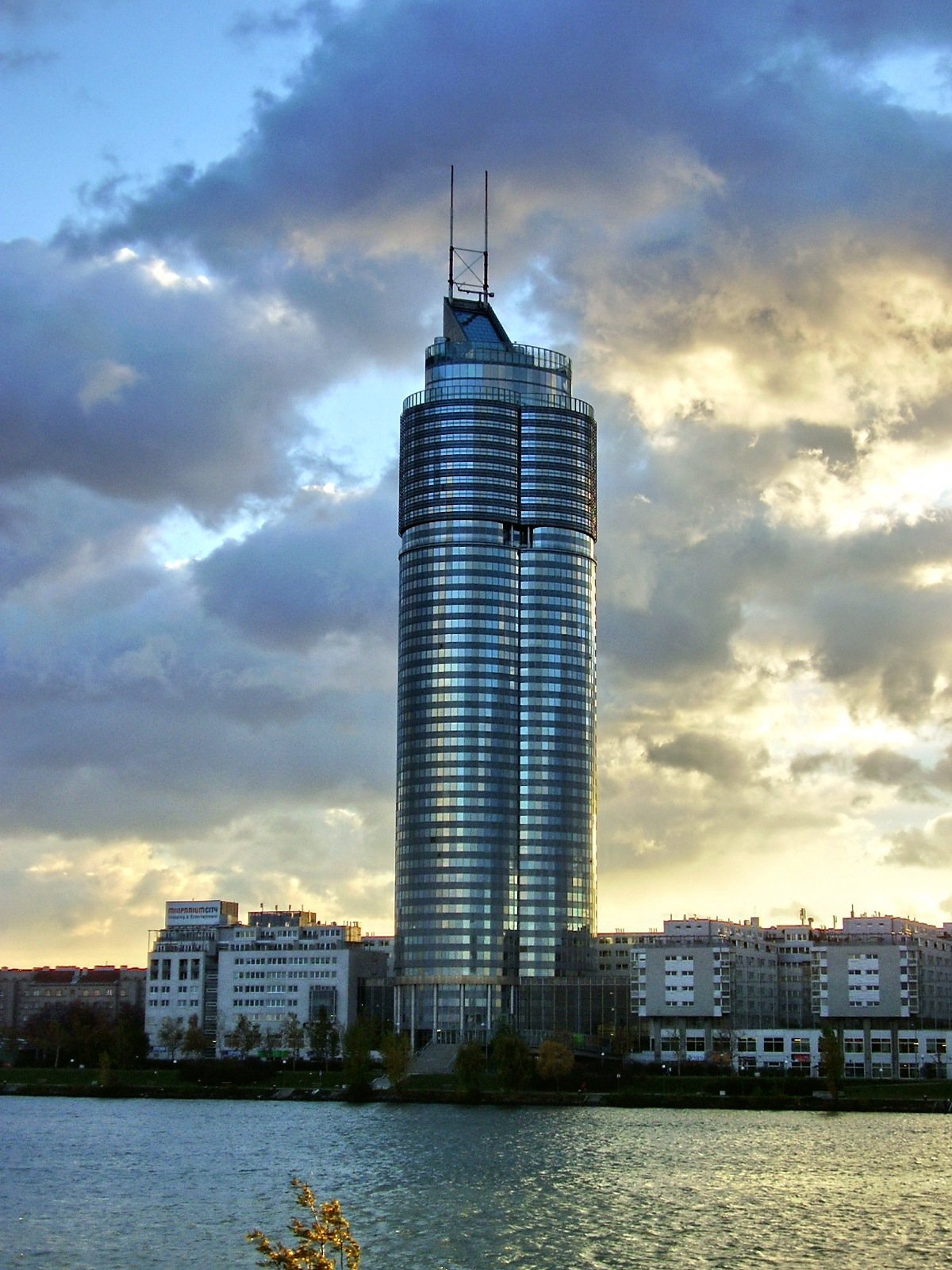
A 171 m magas Millenniumi torony Ausztria harmadik legmagasabb épülete

A képzőművészet fontosságát tekintve Bécsben világhírű, sok látogatót vonzó múzeumok állnak a nagyközönség rendelkezésére:
- Albertina
- Bécsi Szépművészeti Múzeum (Kunsthistorisches Museum)
- Österreichische Galerie (Belvedere kastély)
- Bécsi Természettudományi Múzeum (Naturhistorisches Museum)
- Hadtörténeti Múzeum (Heeresgeschichtliches Museum)
- Néprajzi Múzeum (Museum für Völkerkunde)
- Österreichisches Museum für angewandte Kunst
- Museum moderner Kunst Stiftung Ludwig
- Technisches Museum Wien
- Historisches Museum der Stadt Wien
- Leopold-Museum
- Wiennafair kortárs képzőművészeti vásár, amelyet évente rendeznek meg

### Színházak
A bécsi színházaknak jelentős szerepük van a város kulturális életében, a város jelentősebb intézményei:
- Burgtheater (Várszínház), valamint kisebb játszóhelyei, az Akademietheater, a Kasino, a Vestibül, évi mintegy 20 bemutatóval
- Theater in der Josefstadt, valamint kamaraszínháza, a Kammerspiele
- Volkstheater, amely 2007 folyamán felszámolta kisebb játszóhelyeit (Hundturm)
- Schauspielhaus
- Európai jelentőségű dalszínház a Staatsoper
- Theater an der Wien, Mozart hajdani operaszínháza, amely 2006. január óta ismét operaszínpadként működik,
- Raimundtheater, a musicalekre specializálódott színház
- Ronacher (varietészínház)
- valamint különféle kabarészínpadok, illetve kis színpadok (Rabenhof, Kabarett Niedermair, Kabarett Simpl)

A bécsi Max Reinhardt Szeminárium (Max Reinhardt-Seminar), a színművészeti főiskola a Hochschule für Musik und Darstellende Kunst tagintézménye, Európában igen nagy hírű színiiskola.
A Bécsi Ünnepi Hetek (Wiener Festwochen) rendezvényein számos színház vesz részt. Ilyenkor járulékos helyszínként a Museumsquartierban is láthatóak előadások.

### Film
Bécsben a filmszínházak fénykorához képest visszaesést jelent a jelenlegi 97 mozi. A Ringen található a Burg-mozi, amely állandóan műsorán tartja A harmadik ember (Der dritte Mann, The third Man) c. filmet angol nyelven.
Az osztrák rádió és televízió (ORF) csatornájának a központjai a Funkhaus az Argentinierstraßén és az ORF-Zentrum a Küniglberg dombján. A 23. kerületben nagy filmváros (Filmstadt Wien) stúdiói szolgálnak több népszerű sorozat helyszínéül. Híres bécsi televíziós személyiség Thomas Brezina, aki több műsort is forgat ezeken a helyszíneken.
A Viennale minden évben megrendezett nemzetközi filmfesztivál. Ősszel gyermekfilmfesztivált is rendeznek.
Híres bécsi filmrendező Michael Haneke.
Bécsben forgatták a „Rex felügyelő” (Kommissar Rex) című sorozatot.

## Tartományi ünnepek
- Szent Lipót nov. 15. (hl. Leopold, Festtag des Landespatrons), azonos Alsó- és Felső-Ausztria védőszentjével

## Panorámák

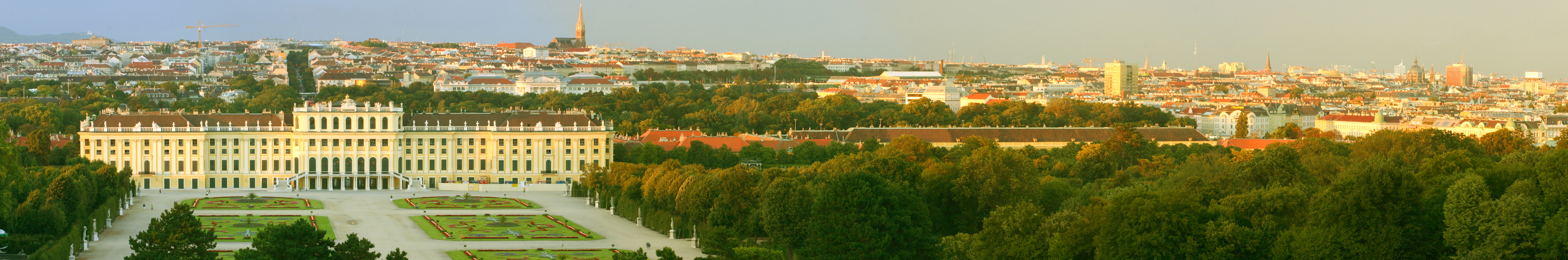
Panorámakép a Schönbrunnal